# Liste von Kopfbahnhöfen

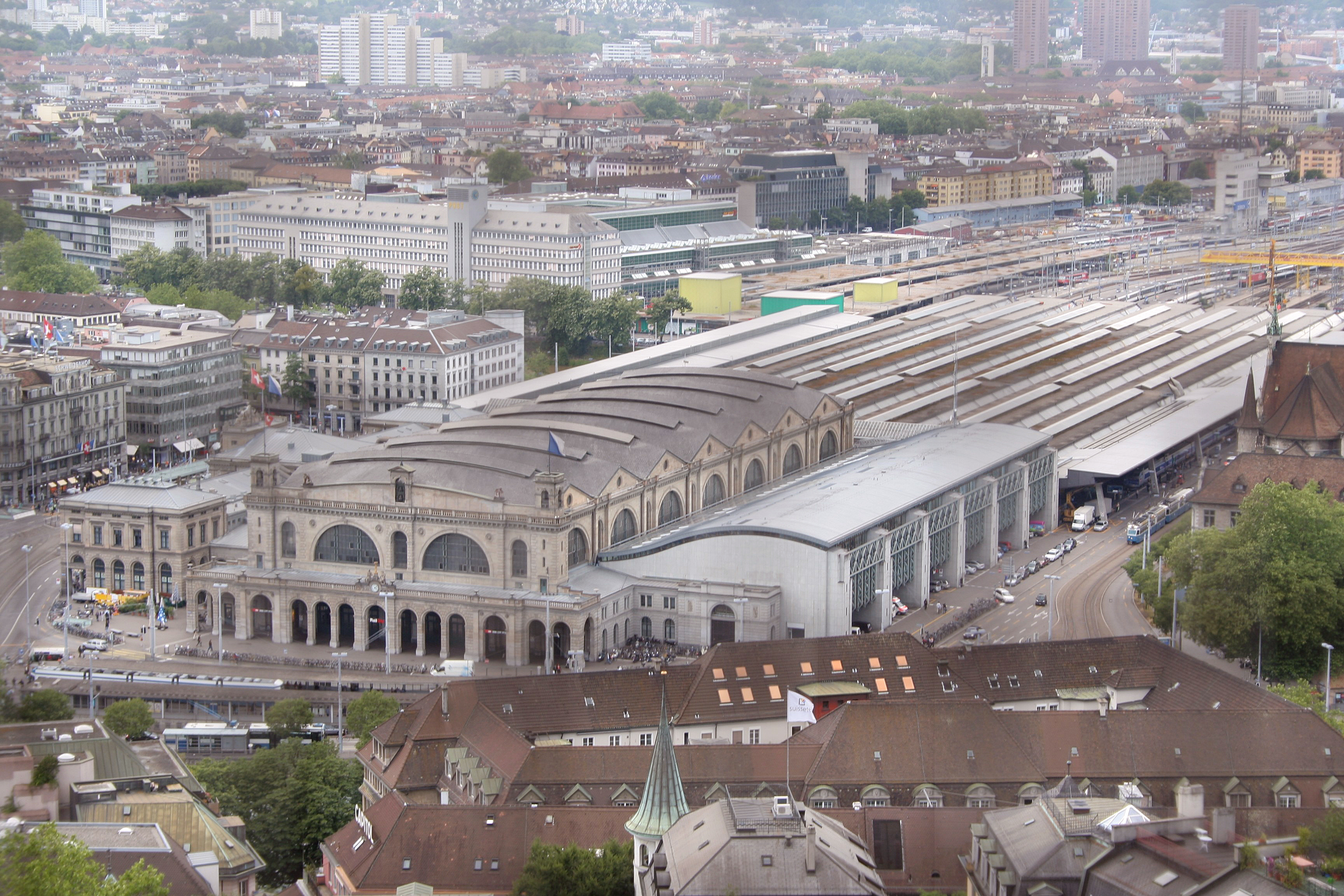
Kopfbahnhof Zürich Hauptbahnhof

Die Liste von Kopfbahnhöfen gibt einen Überblick über bestehende und ehemalige Kopfbahnhöfe weltweit.
Diese Liste umfasst nur Kopfbahnhöfe, die aus baulicher Sicht so bezeichnet werden. In solchen Bahnhöfen enden die maßgeblichen Gleise stumpf und sind baulich etwa durch einen Querbahnsteig oder ein (Aufnahme-)Gebäude in Kopflage abgeschlossen.
Endbahnhöfe oder Spitzkehrbahnhöfe, in denen alle Züge betrieblich „Kopf machen“ müssen, aber keinen entsprechenden baulichen Abschluss der Gleisanlagen besitzen, werden nicht in diese Liste aufgenommen.

## Erklärung der Tabellen
- Bahnhöfe fett geschrieben = weiterhin in Betrieb
- Bahnhöfe normal geschrieben = zum Durchgangsbahnhof umgebaut
- Bahnhöfe kursiv = stillgelegt

## Deutschsprachiger Raum

### Deutschland

#### Baden-Württemberg
| Bahnhof, Ort             | Empfangs- gebäude in Kopflage                                         | Quer- bahn- steig | Strecken enden aus Richtung                                 | Kopfbahnhof | Kopfbahnhof | Bemerkungen |
| Bahnhof, Ort             | Empfangs- gebäude in Kopflage                                         | Quer- bahn- steig | Strecken enden aus Richtung                                 | von         | bis         | Bemerkungen |
| ------------------------ | --------------------------------------------------------------------- | ----------------- | ----------------------------------------------------------- | ----------- | ----------- | --- |
| Baden-Baden              |                                                                       |                   | Baden-Oos                                                   | 1845        | 1977        | Empfangsgebäude ist heute Teil vom Festspielhaus Baden-Baden |
| Friedrichshafen Hafen    | ja                                                                    | nein              | Friedrichshafen Stadt                                       |             | heute       | Empfangsgebäude ist heute Zeppelin Museum |
| Heidelberg Hbf           | ja                                                                    |                   | Mannheim Karlsruhe (Badische Hauptbahn)                     | 1840        | 1955        | ab 1862 südlich Durchgangsbahnhof der Badischen Odenwaldbahn 1955 durch neuen Bahnhof als Durchgangsbahnhof ersetzt |
| Karlsruhe Hbf            | (ja)                                                                  | ja                | Wörth (Rhein) Graben-Neudorf                                |             | heute       | Auch Maxaubahnhof genannt, Kopfgleise für Züge aus Richtung Wörth (Rhein), Graben-Neudorf und Durmersheim erreichbar |
| Mühlacker                | Württembergisches Empfangsgebäude: ja Badisches Empfangsgebäude: nein | ja                | Karlsruhe                                                   |             |             | Nur Badischer Bahnhofsteil, heute ist nur noch Gleis 50 in Betrieb, welches mit Gleis 1 verbunden ist, deswegen kein Querbahnsteig mehr vorhanden                                                                              |
| Pforzheim Hbf            | (ja)                                                                  | (ja)              | Bad Wildbad (Enztalbahn) Horb (Nagoldtalbahn)               |             | heute       | Nur Württembergischer Bahnhofsteil mit den Gleisen 103 und 104. Bis heute nur über ein Gleis mit dem Badischen Bahnhofsteil verbunden                                                                                          |
| Stuttgart Hbf            | ja                                                                    | ja                | Ulm Bruchsal Singen                                         | 1922        | heute       | Ersetzte 1922 den Zentralbahnhof. Im Rahmen von Stuttgart 21 Ersatz durch einen Durchgangsbahnhof an gleicher Stelle im Bau. Zwei Ebenen tiefer ist Stuttgart Hauptbahnhof (tief), ein Durchgangsbahnhof der S-Bahn Stuttgart. |
| Stuttgart Zentralbahnhof | ja                                                                    |                   | Esslingen Ludwigsburg (Württ. Zentralbahn) Singen (Gäubahn) | 1846        | 1922        | 1922 durch den neuen Stuttgarter Hauptbahnhof ersetzt. |

#### Bayern
| Bahnhof, Ort                    | Empfangs- gebäude in Kopflage | Quer- bahn- steig | Strecken enden aus Richtung           | Kopfbahnhof | Kopfbahnhof | Bemerkungen |
| Bahnhof, Ort                    | Empfangs- gebäude in Kopflage | Quer- bahn- steig | Strecken enden aus Richtung           | von         | bis         | Bemerkungen |
| ------------------------------- | ----------------------------- | ----------------- | ------------------------------------- | ----------- | ----------- | --- |
| Hof (Alter Bahnhof)             |                               |                   | Leipzig Nürnberg                      | 1848        | 1880        | Sächsisch-Bayerische Eisenbahn-Compagnie Königlich Bayerische Staatseisenbahnen |
| Füssen                          | nein                          | ja                | Biessenhofen                          | 1888        | heute       | Empfangsgebäude in Seitenlage. |
| Kempten (Allgäu) Hauptbahnhof   | ja                            | ja                | Memmingen Buchloe Lindau              | 1852        | 1969        | Ersatz durch Neubau an anderer Stelle |
| Lindau-Insel (ehem. Lindau Hbf) | (ja)                          | ja                | Friedrichshafen Kempten Bregenz       |             | heute       | Empfangsgebäude teilweise in Seitenlage. |
| München Hbf                     | ja                            | ja                | München Ost München-Pasing Ingolstadt | 1849        | heute       | zwei Ebenen tiefer gelegener S-Bahnhof ist Durchgangsbahnhof (West–Ost) |
| Nürnberg Centralbahnhof         |                               |                   | Bamberg Schwabach                     | 1849        | 1876        | Ludwig-Süd-Nord-Bahn, Nürnberg–Bamberg (1. September 1844) und Nürnberg–Schwabach (ab 1. April 1849) |
| Oberstdorf                      | (ja)                          | ja                | Immenstadt                            | 1888        | heute       | Empfangsgebäude teilweise in Seitenlage. |
| Penzberg                        |                               |                   | aus Tutzing nach Kochel               |             |             | Tutzing-Kochel |
| Schliersee                      | nein                          | ja                | Holzkirchen und Bayrischzell          | 2000 (ca.)  | heute       | Seit Rückbau Bahnanlagen mit Querbahnsteig |
| Sonthofen                       |                               |                   | aus Immenstadt nach Oberstdorf        | 1873        | 1949        | Zwischen 1873 und 1949 hatte Sonthofen einen Kopfbahnhof am heutigen Oberallgäuer Platz |
| Würzburg Ludwigsbahnhof         | ja                            |                   |                                       | 1852        | 1864        | Normalspur, im Rahmen der Ludwigs-Westbahn gebaut, nach starker Zunahme des Verkehrs ab 1863 an den heutigen Standort des Hauptbahnhofs verlegt, Anlagen des Ludwigsbahnhofs wurden beim Bombenangriff auf Würzburg am 16. März 1945 zerstört |

#### Berlin
| Bahnhof, Ort               | Empfangs- gebäude in Kopflage | Quer- bahn- steig | Strecken enden aus Richtung                                | Kopfbahnhof | Kopfbahnhof | Bemerkungen |
| Bahnhof, Ort               | Empfangs- gebäude in Kopflage | Quer- bahn- steig | Strecken enden aus Richtung                                | von         | bis         | Bemerkungen |
| -------------------------- | ----------------------------- | ----------------- | ---------------------------------------------------------- | ----------- | ----------- | --- |
| Berlin Anhalter Bahnhof    | ja                            | ja                | Wittenberg–Halle/Köthen                                    | 1841        | 1952        | Reste des gesprengten Empfangsgebäudes sind erhalten                                                                                              |
| Berlin Dresdener Bahnhof   |                               |                   | Dresden                                                    | 1875        | 1882        | |
| Berlin Frankfurter Bahnhof | ja                            |                   | Frankfurt (Oder)                                           | 1841        | 1881        | Umbau in einen Durchgangsbahnhof (Schlesischer Bahnhof), heute als Berlin Ostbahnhof bekannt                                                      |
| Berlin Gartenfeld          | ja                            |                   | Berlin (Siemensbahn)                                       | 1929        |             | Seit 1980 außer Betrieb, Wiederinbetriebnahme geplant                                                                                             |
| Berlin Görlitzer Bahnhof   | ja                            |                   | Görlitz                                                    | 1866        | 1951        | Güterverkehr bis 12. August 1961, heute Görlitzer Park                                                                                            |
| Berlin Hamburger Bahnhof   | ja                            |                   | Hamburg                                                    | 1847        | 1884        | Das erhaltene Empfangsgebäude ist heute ein Museum.                                                                                               |
| Berlin-Karlshorst          |                               |                   | Berlin (Stadtbahn)                                         |             |             | separater Kopfbahnhof für Züge zur Trabrennbahn Karlshorst                                                                                        |
| Berlin Lehrter Bahnhof     | ja                            |                   | Lehrte                                                     | 1868        | 1951        | ab Mai 2006 Standort des Hauptbahnhofs |
| Berlin Nordbahnhof         | ja                            | ja                | Stralsund über Neustrelitz                                 |             |             | Güterbahnhof der Nordbahn an der Bernauer Straße, heute Mauerpark. Personenverkehr nur von 1892 bis 1898. 1985 auch als Güterbahnhof geschlossen. |
| Berlin Ostbahnhof          |                               |                   | Eydtkuhnen (heute Tschernyschewskoje (Oblast Kaliningrad)) | 1867        | 1882        | Bahnhofsgebäude ab 1929 als Varieté Plaza genutzt, im Zweiten Weltkrieg zerstört                                                                  |
| Berlin Potsdamer Bahnhof   | ja                            | ja                | Potsdam – Magdeburg                                        |             | 1945        | mit separaten Kopfbahnhöfen für die Ring- und Wannseebahn                                                                                         |
| Berlin Stettiner Bahnhof   | ja                            | ja                | Stettin (heute Szczecin)                                   | 1842        | 1952        | ab 1950 Nordbahnhof genannt; Durchgangsbahnhof der unterirdisch geführten S-Bahn                                                                  |

#### Brandenburg
| Bahnhof, Ort               | Empfangs- gebäude in Kopflage | Quer- bahn- steig | Strecken enden aus Richtung | Kopfbahnhof | Kopfbahnhof | Bemerkungen                                               |
| Bahnhof, Ort               | Empfangs- gebäude in Kopflage | Quer- bahn- steig | Strecken enden aus Richtung | von         | bis         | Bemerkungen                                               |
| -------------------------- | ----------------------------- | ----------------- | --------------------------- | ----------- | ----------- | --------------------------------------------------------- |
| Buckow (Märkische Schweiz) | ja                            | nein              | Müncheberg (Mark)           | 1897        | 1999        | 2002–2023 Betrieb nach BOStrab                            |
| Frankfurt (Oder)           | nein                          |                   | Berlin                      | 1842        | 1846        | Ersatz durch Durchgangsbahnhof in leicht veränderter Lage |
| Potsdam                    |                               |                   | Berlin                      | 1838        | 1846        | Umbau zum Durchgangsbahnhof                               |

#### Bremen
| Bahnhof, Ort                      | Empfangs- gebäude in Kopflage | Quer- bahn- steig | Strecken enden aus Richtung | Kopfbahnhof | Kopfbahnhof | Bemerkungen                                                            |
| Bahnhof, Ort                      | Empfangs- gebäude in Kopflage | Quer- bahn- steig | Strecken enden aus Richtung | von         | bis         | Bemerkungen                                                            |
| --------------------------------- | ----------------------------- | ----------------- | --------------------------- | ----------- | ----------- | ---------------------------------------------------------------------- |
| Bremen-Vegesack, Bremen-Vegesack  | nein                          |                   | Farge Bremen Hbf            | 19. Jh.     | heute       | Personenverkehr nach Farge, 2007 reaktiviert; seit 2012 Linie RS 1.    |
| Geestemünde, heutiges Bremerhaven |                               |                   | Bremen Hbf Bremervörde      | 1862        | 1914        | Endete stumpf vor dem Hauptkanal; 1914 durch den Hauptbahnhof ersetzt. |

#### Hamburg
| Bahnhof, Ort                                                              | Empfangs- gebäude in Kopflage | Quer- bahn- steig | Strecken enden aus Richtung                             | Kopfbahnhof | Kopfbahnhof | Bemerkungen |
| Bahnhof, Ort                                                              | Empfangs- gebäude in Kopflage | Quer- bahn- steig | Strecken enden aus Richtung                             | von         | bis         | Bemerkungen |
| ------------------------------------------------------------------------- | ----------------------------- | ----------------- | ------------------------------------------------------- | ----------- | ----------- | --- |
| Hamburg-Altona                                                            | ja                            | ja                | Hamburg Hbf Hamburg-Blankenese/Wedel Pinneberg/Elmshorn | 1898        | heute       | eine Ebene tiefer gelegener S-Bahnhof ist Durchgangsbahnhof, Abbruch und Verlagerung des Kopfteils zur S-Bahn-Station Diebsteich geplant |
| Hamburg Altonaer Bahnhof                                                  | ja                            |                   | Kiel                                                    | 1844        | 1898        | heute Bezirksamt |
| Hamburg Berliner Bahnhof                                                  | ja                            |                   | Berlin                                                  | 1846        | 1903        | am Deichtor |
| Hamburg Hannoverscher Bahnhof (auch Venloer bzw. Pariser Bahnhof genannt) | ja                            |                   | Hannover Bremen                                         | 1872        | 1906        | teilweise bis 1914, später dort Hauptgüterbahnhof                                                                                        |
| Hamburg Lübecker Bahnhof                                                  | nein                          |                   | Lübeck                                                  | 1865        | 1906        | an der Spaldingstraße |
| Hamburg-Zollenspieker                                                     | nein                          |                   | Hamburg Bergedorf Geesthacht                            |             |             | Normalspur, Hamburger Marschbahn, Bergedorf-Geesthachter Eisenbahn, alle 3 Strecken abgebaut                                             |
| Hamburg-Blankenese                                                        | nein                          | nein              | Wedel Altona                                            | 1867        | heute       | seit 1997 nur noch S-Bahn |
| Hamburg-Harburg                                                           | ja                            |                   | Celle                                                   | 1847        |             | heute Wohnquartier zwischen Schellerdamm und Theodor-Yorck-Straße                                                                        |

#### Hessen
| Bahnhof, Ort                                             | Empfangs- gebäude in Kopflage | Quer- bahn- steig | Strecken enden aus Richtung                                        | Kopfbahnhof | Kopfbahnhof | Bemerkungen |
| Bahnhof, Ort                                             | Empfangs- gebäude in Kopflage | Quer- bahn- steig | Strecken enden aus Richtung                                        | von         | bis         | Bemerkungen |
| -------------------------------------------------------- | ----------------------------- | ----------------- | ------------------------------------------------------------------ | ----------- | ----------- | --- |
| Darmstadt Ludwigsbahnhof, Darmstadt                      | ja                            |                   | Mainz Aschaffenburg                                                | 1858        | 1912        | funktional ersetzt durch neuen Darmstädter Hauptbahnhof |
| Eschwege Stadtbahnhof                                    | ja                            | ja                | Eschwege West (Göttingen/Bebra)                                    | 2009        | heute       | Ersetzte Durchgangsbahnhof an der Bahnstrecke Leinefelde–Treysa |
| Frankfurt Hanauer Bahnhof                                | ja                            |                   |                                                                    | 1848        | 1913        | westlicher Endpunkt der Frankfurt-Hanauer Eisenbahn, 1913 funktional an veränderter Stelle ersetzt mit dem Durchgangsbahnhof Frankfurt (Main) Ost |
| Frankfurt (Main) Hauptbahnhof                            | ja                            | ja                | Hanau Darmstadt Groß Gerau Mainz Wiesbaden Gießen                  | 1888        | heute       | zwei Ebenen tiefer gelegener S-Bahnhof ist Durchgangsbahnhof (West–Ost) dazwischen liegen Fußgängerpassage/Parkdeck und U-Bahn; Ein Fernbahntunnel von der Offenbacher Stadtgrenze zur Niederräder Mainbrücke ist geplant. Dieser würde Frankfurt (Main) Hauptbahnhof für den Fernverkehr zum Durchgangsbahnhof machen. |
| Frankfurt am Main Main-Neckar-Bahnhof                    | ja                            |                   |                                                                    | 1850        | 1888        | südlicher der drei ehemaligen Westbahnhöfe; Endstation der Bahnstrecke Frankfurt am Main–Heidelberg; 1888 durch den heutigen Hauptbahnhof ersetzt; an der Stelle befindet sich heute das Frankfurter Bahnhofsviertel |
| Frankfurt am Main Main-Weser-Bahnhof                     | ja                            |                   |                                                                    | 1850        | 1888        | nördlicher der drei ehemaligen Westbahnhöfe; Endstation der Main-Weser-Bahn nach Kassel; 1888 durch den heutigen Hauptbahnhof ersetzt; an der Stelle befindet sich heute das Frankfurter Bahnhofsviertel; ehem. Villa; umfunktioniert                                                                                   |
| Frankfurt am Main Taunusbahnhof                          | ja                            |                   |                                                                    | 1840        | 1888        | mittlerer der drei ehemaligen Westbahnhöfe; Endstation der Taunus-Eisenbahn nach Wiesbaden; 1888 durch den heutigen Hauptbahnhof ersetzt; an der Stelle befindet sich heute das Frankfurter Bahnhofsviertel |
| Bahnhof Homburg vor der Höhe (alt), Homburg vor der Höhe |                               |                   | Frankfurt                                                          | 1860        | 1907        | lag an der Stelle des Rathauses, eröffnet durch die Homburger Eisenbahn-Gesellschaft (HEG), ersetzt durch den neuen Bahnhof Bad Homburg |
| Kassel Hauptbahnhof                                      | ja                            | ja                | Guntershausen Hümme Hann. Münden                                   | 1856        | heute       | im Tiefgeschoss befindliche Tram-Train-Station ist Durchgangsbahnhof |
| Lampertheim-Rosengarten                                  |                               |                   | Bensheim                                                           | 1869        | 1900        | Nibelungenbahn |
| Wiesbaden Hauptbahnhof                                   | ja                            | ja                | Niedernhausen Frankfurt (Main) Mainz Koblenz (rechte Rheinstrecke) | 1906        | heute       | |
| Wiesbaden Ludwigsbahnhof                                 | nein                          |                   |                                                                    | 1879        | 1906        | Endstation der Ländchesbahn nach Niedernhausen und weiter nach Limburg an der Lahn; 1906 abgerissen und durch den weiter südlich neu errichteten Hauptbahnhof ersetzt; an der Stelle steht seit 1915 das Museum Wiesbaden; ehem. Villa; umfunktioniert                                                                  |
| Wiesbaden Rheinbahnhof                                   | nein                          |                   |                                                                    | 1857        | 1906        | Endstation der rechten Rheinstrecke über Rüdesheim am Rhein nach Niederlahnstein; 1906 abgerissen und durch den weiter südlich neu errichteten Hauptbahnhof ersetzt; an der Stelle stehen seit 1957 die Rhein-Main-Hallen; die angrenzende Straße heißt heute noch „Rheinbahnstraße“                                    |
| Wiesbaden Taunusbahnhof                                  | ja                            |                   |                                                                    | 1840        | 1906        | Endstation der Taunus-Eisenbahn nach Frankfurt am Main; 1906 abgerissen und durch den weiter südlich neu errichteten Hauptbahnhof ersetzt; an der Stelle stehen seit 1957 die Rhein-Main-Hallen |

#### Mecklenburg-Vorpommern
| Bahnhof, Ort             | Empfangs- gebäude in Kopflage | Quer- bahn- steig | Strecken enden aus Richtung            | Kopfbahnhof | Kopfbahnhof | Bemerkungen |
| Bahnhof, Ort             | Empfangs- gebäude in Kopflage | Quer- bahn- steig | Strecken enden aus Richtung            | von         | bis         | Bemerkungen |
| ------------------------ | ----------------------------- | ----------------- | -------------------------------------- | ----------- | ----------- | --- |
| Seebad Heringsdorf       | ja                            |                   | Zinnowitz, Bahnhof Świnoujście Centrum | 1894        | heute       | Bahnstrecke Ducherow–Heringsdorf–Wolgaster Fähre                                                                                         |
| Warnemünde alter Bahnhof | ja                            |                   | Neustrelitz                            | 1886        | 1903        | Strecke verlängert zum neuen Bahnhof mit Durchgangsgleisen zur Fähre, altes Empfangsgebäude bis 1984 von verlängerter Strecke durchquert |
| Warnemünde               | ja                            |                   | Neustrelitz                            | 2020        |             | Durchgangsgleise 2019/2020 zurückgebaut, Fußwegverbindung am Gleiskopf                                                                   |

#### Niedersachsen
| Bahnhof, Ort                     | Empfangs- gebäude in Kopflage | Quer- bahn- steig | Strecken enden aus Richtung       | Kopfbahnhof | Kopfbahnhof | Bemerkungen                                                         |
| Bahnhof, Ort                     | Empfangs- gebäude in Kopflage | Quer- bahn- steig | Strecken enden aus Richtung       | von         | bis         | Bemerkungen                                                         |
| -------------------------------- | ----------------------------- | ----------------- | --------------------------------- | ----------- | ----------- | ------------------------------------------------------------------- |
| Aurich Kreisbahnhof, Aurich      | ja                            |                   | Esens Leer                        |             |             | Schmalspur, beide Strecken abgebaut, Kreisbahn Leer-Aurich-Wittmund |
| Bad Harzburg                     | ja                            | ja                | Goslar Braunschweig               | 1840        | heute       | Normalspur                                                          |
| Bahnhof Bad Rehburg, Bad Rehburg | nein                          |                   | Loccum Wunstorf                   |             |             | Schmalspur, beide Strecken abgebaut, Steinhuder Meer-Bahn           |
| Bahnhof Brackede, Bleckede       | nein                          |                   | Bleckede Echem                    |             |             | Schmalspur, beide Strecken abgebaut, Bleckeder Kreisbahn            |
| Braunschweig                     |                               |                   | Hannover, Bad Harzburg, Magdeburg | 1845        | 1960        | Normalspur                                                          |
| Cuxhaven                         | ja                            | ja                | Stade Bremerhaven                 |             | heute       | Normalspur                                                          |
| Bahnhof Dassel, Dassel           | ja                            |                   | Einbeck                           | 1883        | 2002        | Normalspur, dokumentiert im Museum Blankschmiede Neimke             |
| Bahnhof Loccum, Loccum           | ja                            |                   | Leese-Stolzenau Bad Rehburg       |             |             | Schmalspur, beide Strecken abgebaut, Steinhuder Meer-Bahn           |
| Emden Süd, Emden                 |                               |                   |                                   |             |             | Normalspur                                                          |
| Wilhelmshaven                    | ja                            | ja                | Sande-Oldenburg                   |             | heute       | Normalspur, früher Wilhelmshaven Hbf                                |

#### Nordrhein-Westfalen
| Bahnhof, Ort                              | Empfangs- gebäude in Kopflage | Quer- bahn- steig | Strecken enden aus Richtung            | Kopfbahnhof | Kopfbahnhof | Bemerkungen |
| Bahnhof, Ort                              | Empfangs- gebäude in Kopflage | Quer- bahn- steig | Strecken enden aus Richtung            | von         | bis         | Bemerkungen |
| ----------------------------------------- | ----------------------------- | ----------------- | -------------------------------------- | ----------- | ----------- | --- |
| Aachen Nord                               | ja                            | ja                | ehem. Jülich heute Aachen-Rothe Erde   |             |             | Normalspur, Bahnstrecke Aachen Nord–Jülich ab ehem. Bf Haaren (b Aachen) abgebaut, Güterverkehr nach Aachen-Rothe Erde über früher in Haaren abzweigende Verbindungsstrecke besteht noch |
| Bergisch Gladbach                         |                               | nein              | Rösrath Köln                           |             | heute       | Normalspur; Abzweig nach Rösrath nur noch Reststück als reine Güterverkehrsstrecke; Endpunkt der S11 aus Richtung Köln                                                                   |
| Bocholt                                   |                               |                   | Wesel                                  | 1990        | heute       | Normalspur, Abzweig Richtung Empel-Rees als Industriestammgleis teilweise erhalten. |
| Borken                                    |                               |                   | Dorsten                                | 1980        | heute       | Normalspur |
| Düsseldorf, Cöln-Mindener Bahnhof         |                               |                   | (Cöln-)Deutz                           | 1838        | 1891        | Normalspur; Bahnstrecke Köln–Duisburg |
| Geilenkirchen Kreisbahnhof, Geilenkirchen |                               |                   | Alsdorf Tüddern                        |             |             | Schmalspur; Strecke nach Alsdorf abgebaut; Geilenkirchener Kreisbahnen |
| Gütersloh Nord                            |                               |                   | Ibbenbüren Hövelhof                    |             |             | Normalspur; nur Güterverkehr; Kleinbahn; Teutoburger Wald-Eisenbahn |
| Kopfstation                               |                               |                   | Wuppertal-Vohwinkel und Essen-Überruhr | 1847        | 1868        | Normalspur; Prinz-Wilhelm-Eisenbahn-Gesellschaft |
| Bahnhof Krefeld Süd, Krefeld              |                               |                   | Mönchengladbach                        |             |             | Normalspur |
| Lüdenscheid Kreis Altenaer Eisenbahn      | nein                          |                   | Altena Werdohl                         | 1905        | 1955        | Schmalspur; Kreis Altenaer Eisenbahn AG |

#### Rheinland-Pfalz
| Bahnhof, Ort              | Empfangs- gebäude in Kopflage | Quer- bahn- steig | Strecken enden aus Richtung               | Kopfbahnhof | Kopfbahnhof | Bemerkungen                     |
| Bahnhof, Ort              | Empfangs- gebäude in Kopflage | Quer- bahn- steig | Strecken enden aus Richtung               | von         | bis         | Bemerkungen                     |
| ------------------------- | ----------------------------- | ----------------- | ----------------------------------------- | ----------- | ----------- | ------------------------------- |
| Kaiserslautern West       |                               |                   | Kaiserslautern Lauterecken-Grumbach       | 1883        | 1969        | Weiterbetrieb an anderer Stelle |
| Ludwigshafen Hauptbahnhof | nein                          | ja                | Mainz Saarbrücken Mannheim                | 1847        | 1969        |                                 |
| Pirmasens Hauptbahnhof    |                               |                   | Saarbrücken Landau (Pfalz) Kaiserslautern | 1875        | heute       |                                 |
| Bahnhof Bad Dürkheim      | ja                            | nein              | Neustadt Weinstraße Grünstadt             |             | heute       |                                 |

#### Sachsen
| Bahnhof, Ort                | Empfangs- gebäude in Kopflage | Quer- bahn- steig | Strecken enden aus Richtung                         | Kopfbahnhof | Kopfbahnhof | Bemerkungen |
| Bahnhof, Ort                | Empfangs- gebäude in Kopflage | Quer- bahn- steig | Strecken enden aus Richtung                         | von         | bis         | Bemerkungen |
| --------------------------- | ----------------------------- | ----------------- | --------------------------------------------------- | ----------- | ----------- | --- |
| Leipzig Bayerischer Bahnhof | nein                          |                   | Leipzig Hauptbahnhof Plauen                         | 1842        | 2001        | Normalspur, Gleisrückbau im Jahr 2005, wurde zu einem unterirdischen Haltepunkt für den City-Tunnel Leipzig umgebaut           |
| Leipzig Berliner Bahnhof    | nein                          |                   | Berlin                                              | 1859        | 1891        | Normalspur, 1891 in Durchgangsbahnhof umgebaut, 1912 Reiseverkehrsanlagen zum Leipziger Hauptbahnhof verlegt                   |
| Leipzig Dresdner Bahnhof    | ja                            |                   | Dresden und Berlin                                  | 1839        | 1913        | Normalspur, integriert in den Leipziger Hauptbahnhof                                                                           |
| Leipzig Eilenburger Bahnhof | nein                          |                   | Eilenburg                                           | 1874        | 1942        | Normalspur, vollständig abgebaut (samt zuführender Strecken)                                                                   |
| Leipzig Hauptbahnhof        | ja                            | ja                | Leipzig-Leutzsch Halle Bitterfeld Dresden Altenburg | 1915        | heute       | erhielt mit dem City-Tunnel Leipzig ab dem 15. Dezember 2013 zwei unterirdische Durchgangsgleise für die S-Bahn Richtung Süden |
| Leipzig Magdeburger Bahnhof | ja                            |                   | Magdeburg                                           | 1840        | 1912        | Normalspur, integriert in den Leipziger Hauptbahnhof                                                                           |
| Leipzig Thüringer Bahnhof   | ja                            |                   | Großkorbetha                                        | 1857        | 1907        | Normalspur, integriert in den Leipziger Hauptbahnhof                                                                           |

#### Schleswig-Holstein
| Bahnhof, Ort              | Empfangs- gebäude in Kopflage | Quer- bahn- steig | Strecken enden aus Richtung               | Kopfbahnhof | Kopfbahnhof | Bemerkungen |
| Bahnhof, Ort              | Empfangs- gebäude in Kopflage | Quer- bahn- steig | Strecken enden aus Richtung               | von         | bis         | Bemerkungen |
| ------------------------- | ----------------------------- | ----------------- | ----------------------------------------- | ----------- | ----------- | --- |
| Eckernförde Staatsbahnhof |                               |                   | Owschlag Kappeln                          | 1889        | 1958        | Schmalspur, beide Strecken abgebaut; Bahnhof war nur für die beiden Kleinbahnstrecken der Eckernförder Kreisbahnen Kopfbahnhof, nicht für die Bahnstrecke Kiel–Flensburg. |
| Bahnhof Flensburg         | nein                          |                   |                                           | 1854        | 1927        | Normalspur – der erste Bahnhof am Hafen am heutigen ZOB |
| Flensburg Kreisbahn       |                               |                   | Kappeln Sörup                             |             |             | Schmalspur, beide Strecken abgebaut |
| Heide Kreisbahnhof        | ja                            |                   | Hennstedt Tellingstedt                    |             |             | Schmalspur, beide Strecken abgebaut |
| Hohenwestedt Kreisbahnhof | ja                            |                   | Schenefeld Rendsburg                      |             |             | Schmalspur, beide Strecken abgebaut |
| Kiel Alter Bahnhof        | ja                            | ja                | Lübeck Hamburg-Altona Rendsburg Flensburg | 1843        | 1899        | Normalspur |
| Kiel Hauptbahnhof         | ja                            | ja                | Lübeck Hamburg-Altona Rendsburg Flensburg | 1899        | heute       | Normalspur |
| Kiel Süd Kleinbahnhof     | ja                            |                   |                                           | 1911        | 1954        | Normalspur, Kiel–Schönberger Eisenbahn, Kleinbahn Kiel–Segeberg |
| Nebel                     | nein                          |                   | Wittdün Norddorf                          | 1893        | 1939        | Schmalspur, Amrumer Inselbahn |
| Travemünde Strand         | ja                            | nein              | Lübeck                                    | 1912        | heute       | Normalspur |
| Wedel                     | ja                            | ja                | Hamburg Altona                            | 1883        | heute       | Normalspur |
| Westerland (Sylt)         | ja                            | ja                | Elmshorn                                  | 1927        | heute       | Normalspur |

#### Thüringen
| Bahnhof, Ort                  | Empfangs- gebäude in Kopflage | Quer- bahn- steig | Strecken enden aus Richtung      | Kopfbahnhof | Kopfbahnhof | Bemerkungen |
| Bahnhof, Ort                  | Empfangs- gebäude in Kopflage | Quer- bahn- steig | Strecken enden aus Richtung      | von         | bis         | Bemerkungen |
| ----------------------------- | ----------------------------- | ----------------- | -------------------------------- | ----------- | ----------- | --- |
| Altenburg                     |                               |                   |                                  | 1841        | 1878        | Neubau erforderlich, da Kapazitätsgrenze erreicht; Neubau rund 500 m nördlich des alten Standortes |
| Lauscha                       | ja                            | ja                | Sonneberg Ernstthal am Rennsteig | 1885        | heute       | Normalspur |
| Meiningen Bayerischer Bahnhof | ja                            | ja                | Erfurt Schweinfurt               | 1874        | 1920        | Bis 1920 komplette bauliche und betriebliche Trennung vom direkt benachbarten Preußischen Bahnhof – seitdem betrieblich zu einem Bahnhof vereint, wird baulich weiterhin als Kopfbahnhof für zwei Bahnstrecken genutzt. |
| Rennsteig                     | nein                          | nein              | Plaue Themar                     | 1904        | heute       | Normalspur |
| Weimar Berkaer Bahnhof        | nein                          | ja                | Kranichfeld Weimar Hbf           | 1887        | heute       | Kopfbahnhof wegen begrenztem Platzangebot im innerstädtischen Bereich, nach Rückbau der Strecke zum Erfurter Tor (Strecke Weimar–Kranichfeld)                                                                           |

### Österreich
| Bahnhof, Ort                                              | Empfangs- gebäude in Kopflage | Quer- bahn- steig | Strecken enden aus Richtung                              | Kopfbahnhof | Kopfbahnhof | Bemerkungen |
| Bahnhof, Ort                                              | Empfangs- gebäude in Kopflage | Quer- bahn- steig | Strecken enden aus Richtung                              | von         | bis         | Bemerkungen |
| --------------------------------------------------------- | ----------------------------- | ----------------- | -------------------------------------------------------- | ----------- | ----------- | --- |
| Bundesland Oberösterreich                                 |                               |                   |                                                          |             |             | |
| Bergstation Pöstlingbergbahn                              | nein                          | ja                | Linzer Hauptplatz                                        | 1897        | heute       | Spurweite: seit 2009: 900 mm / 1897 bis 2008: 1000 mm |
| Lokalbahnhof Linz                                         | ja                            | ja                | Eferding                                                 | 1908        | 2005        | Normalspur, „provisorischer“ Bahnhof der Linzer Lokalbahn |
| Ostermiething                                             | nein                          | ja                | Bürmoos                                                  | 2014        | heute       | |
| Bundesland Niederösterreich                               |                               |                   |                                                          |             |             | |
| Bahnhof Laxenburg                                         | ja                            |                   | Mödling                                                  | 1845        | 1932        | Normalspur, Empfangsgebäude wird heute als Restaurant genutzt |
| Bergbahnhof Schneebergbahn                                | ja                            | ja                | Puchberg am Schneeberg                                   | 2009        | heute       | Meterspur (Zahnradbahn) |
| Bundesland Salzburg                                       |                               |                   |                                                          |             |             | |
| Lokalbahnhof Salzburg                                     | ja                            | ja                | Bad Ischl, Lamprechtshausen                              | 1896        | 1957/1996   | 760 (Salzkammergut-Lokalbahn) / Normalspur Salzburger Lokalbahn |
| Bundesland Wien                                           |                               |                   |                                                          |             |             | |
| Wien Franz-Josefs-Bahnhof                                 | ja                            | ja                | Tulln–Gmünd NÖ                                           | 1872        | heute       | Normalspur |
| Wien Westbahnhof                                          | ja                            | ja                | Wien Südbahnhof und Sankt Pölten                         | 1858        | heute       | Normalspur |
| Wien Nordwestbahnhof                                      | bis 1952                      | bis 1952          | Iglau / Prag / Dresden                                   | 1872        | 1959        | Normalspur, kein Personenverkehr mehr, Empfangsgebäude 1952 abgetragen, Nutzung bis 2020 als Containerterminal; Stadtentwicklungsgebiet, Bebauung ab 2024 geplant |
| Wien Nordbahnhof                                          | ja                            |                   | Brünn / Prag / Krakau                                    | 1838        | 1859        | Normalspur, heute Durchgangsbahnhof des Nahverkehrs |
| Wien Ostbahnhof, vormals auch Raaber Bahnhof genannt      | ja                            | ja                | Marchegg-Bratislava, Brünn, Bruck an der Leitha–Budapest | 1845        | 2012        | Normalspur, 1945 kriegszerstört, danach als Turmbahnhof Wien Südbahnhof (siehe nächste Zeile) neu gebaut. Im Bereich der Empfangshalle wurde die Zentrale einer großen Bank und Wohngebäude errichtet |
| Wien Raaber Bahnhof                                       | ja                            | ja                | Raab                                                     | 1845        | 1874        | Normalspur, später Ostbahnhof genannt |
| Wien Südbahnhof, vormals auch Gloggnitzer Bahnhof genannt | ja                            | ja                | Wien-Stadlau und Bruck an der Leitha und Wiener Neustadt | 1841        | 2009        | Normalspur, das Bauwerk besaß Charakteristika der Bauform sowohl von Turmbahnhöfen als auch von Keilbahnhöfen. Unterirdisch entstand eine Durchgangsstation der Wiener S-Bahn. Ab 2008 Abriss und Neubau des Wiener Hauptbahnhofes als Durchgangsbahnhof. Im Bereich der Empfangshallen wurden Bürogebäude errichtet, Stadtentwicklungsgebiet Sonnwendviertel |
| Wien Gloggnitzer Bahnhof                                  | ja                            | ja                | Gloggnitz                                                | 1841        | 1874        | Normalspur, nachher Südbahnhof genannt |
| Wien Aspangbahnhof                                        | ja                            |                   | Wiener Neustadt–Aspang                                   | 1881        | 1971        | 1971 stillgelegt, 1977 abgerissen, heute Stadtentwicklungsgebiet Aspanggründe/Village im Dritten |
| Wien St. Marx Viehbahnhof                                 | ja                            |                   |                                                          | 1889        | 1997        | Normalspur, nach Stilllegung des Schlachthauses geschlossen, heute Stadtentwicklungsgebiet Neu Marx |
| Wien Nussdorf                                             | ja                            |                   | Kahlenberg                                               | 1874        | 1919        | Normalspurige Zahnradbahn. Es ist das letzte in Ursprungsform erhaltene Gebäude eines Wiener Kopfbahnhofes und ist denkmalgeschützt. Im ehemaligen Empfangsgebäude befindet sich heute ein Restaurant. |

### Schweiz
| Bahnhof                | Ort            | Kt. | Empfangs- gebäude in Kopflage | Quer- perron | Perron- halle: ja / nein / Tunnel | Strecken enden aus Richtung                               | Kopfbahnhof  | Kopfbahnhof | Bemerkungen |  |
| Bahnhof                | Ort            | Kt. | Empfangs- gebäude in Kopflage | Quer- perron | Perron- halle: ja / nein / Tunnel | Strecken enden aus Richtung                               | von          | bis         | Bemerkungen |  |
| ---------------------- | -------------- | --- | ----------------------------- | ------------ | --------------------------------- | --------------------------------------------------------- | ------------ | ----------- | --- |  |
| Aubonne                | Aubonne        | VD  | nein                          |              | nein                              | Allaman und Gimel                                         |              | 1950        | Schmalspur, beide Strecken abgebaut |  |
| Basel SNCF             | Basel          | BS  | ja                            | ja           | ja                                | Strasbourg                                                | 1907         |             | Normalspur, Teil von Basel SBB |  |
| Bern (alt)             | Bern           | BE  | nein                          | ja           | ja                                | Zollikofen Gümligen                                       | 1860         | 1891        | Normalspur, seit 1870 daneben zusätzlicher Durchgangsbahnhof in Richtung Freiburg, |  |
| Bern RBS               | Bern           | BE  | (ja)                          | ja           | Tunnel                            | Zollikofen und Worb Dorf                                  | 1969         |             | Schmalspur |  |
| Burgdorf EBT           | Burgdorf       | BE  | ja                            | ja           |                                   | Hasle-Rügsau, -Thun oder -Ramsei(-Langnau)                | 1942         | 2008        | 2008 Aufgabe des EBT-Bahnhof, Integration in SBB-Bahnhof |  |
| Le Châble              | Le Châble      | VS  |                               |              | Tunnel                            | Martigny                                                  |              |             | Normalspur, Tunnelbahnhof seit 2019, Endbahnhof der Chemin de fer Martigny–Orsières |  |
| Col-de-Bretaye         | Ollon          | VD  |                               |              | nein                              | Villars-sur-Ollon                                         |              |             | Meterspur, Endbahnhof und Bergstation der Chemin de fer Bex–Villars–Bretaye |  |
| Echallens (alt)        | Echallens      | VD  | nein                          |              |                                   | Bercher und Lausanne                                      | 1889         | 1908        | Schmalspur, durch Durchgangsbahnhof ersetzt |  |
| Einsiedeln             | Einsiedeln     | SZ  | ja                            | ja           | nein                              | Wädenswil – Biberbrugg                                    | 1870         |             | Normalspur, Endbahnhof |  |
| Engelberg              | Engelberg      | OW  |                               |              | nein                              | Stans                                                     | 1898         |             | Meterspur, Endbahnhof der Luzern-Stans-Engelberg-Bahn |  |
| Generoso Vetta         | Monte Generoso | TI  |                               |              | nein                              | Riva San Vitale                                           |              |             | Schmalspur, Endbahnhof und Bergstation der Ferrovia Monte Generoso |  |
| Genève-Aéroport        | Genf           | GE  |                               | nein         | Tunnel                            | Genève-Cornavin                                           |              |             | Normalspur |  |
| Grindelwald            | Grindelwald    | BE  | ja                            | ja           | nein                              | Grindelwald Grund und Interlaken                          |              |             | Schmalspur 1000 mm + 800 mm |  |
| Klosters Platz (alt)   | Klosters       | GR  | nein                          |              |                                   | Davos und Landquart                                       | 1890         | 1930        | Schmalspur, 1930 Umbau in Durchgangsbahnhof |  |
| Langenthal VHB         | Langenthal     | BE  | (nein)                        | (ja)         |                                   | Huttwil, Niederbipp und Melchnau                          |              |             | Normalspur, Schmalspur, nur VHB Teil (Gleis 21–23), Kopfbahnhofteil befindet sich an der westlichen Stirnseite des SBB-Aufnahmegebäudes, das zu den SBB-Gleisen ausgerichtet ist                                                    |  |
| Lausanne-Flon          | Lausanne       | VD  | (nein)                        | (ja)         | Tunnel                            | Renens (M1), Bercher (LEB), Ouchy und Croisettes          |              |             | insgesamt 3 Tunnelbahnhöfe. Normalspur/Schmalspur, bis 2006 auf für Zahnradbahn Lausanne–Ouchy (LG, LO) Kopfbahnhof |  |
| Lauterbrunnen WAB      | Lauterbrunnen  | BE  | (nein)                        | (ja)         | (ja)                              | Kleine Scheidegg                                          |              |             | Schmalspur, Erneuerung 2015 Teil Wengernalpbahn |  |
| Locarno                | Locarno        | TI  | nein                          | (ja)         | nein Tunnel                       | Bellinzona und Ponte Brolla                               |              |             | Normalspur (SBB) mit Kopfbahnsteig, Schmalspur FART in Tunnel mit Mittelbahnsteig und anschließenden Abstellgleisen |  |
| Luzern                 | Luzern         | LU  | ja                            | ja           | ja                                | Hergiswil und Malters und Olten und Rotkreuz und Immensee | 1897         |             | Normalspur, Richtung Hergiswil Schmalspur |  |
| Menziken               | Menziken       | AG  | nein                          |              | ja                                | Aarau                                                     |              |             | Meterspur |  |
| Monthey-Ville          | Monthey        | VS  | ja                            | ja           | nein                              | Champéry und Aigle                                        |              |             | Schmalspur |  |
| Nesslau-Neu St. Johann | Nesslau        | SG  | nein                          | nein         | nein                              | Wattwil                                                   |              |             | Normalspur, Endbahnhof |  |
| Nyon NStCM             | Nyon           | VD  | (ja)                          | (nein)       | Tunnel                            | La Cure                                                   | 2000er       |             | Schmalspur, erst neuer Tunnelbahnhof (3 Gleise 1 Mittelbahnsteig), vorher Straßenbahnhähnliche Haltestelle auf Bahnhofplatz |  |
| Ponte Tresa            | Ponte Tresa    | TI  | nein                          |              | nein                              | Lugano                                                    | 1912         |             | Meterspur, Endbahnhof der Lugano-Ponte-Tresa-Bahn |  |
| Renens-Gare            | Renens         | VD  | nein                          | ja           | nein                              | Lausanne                                                  | 1991         |             | Normalspur, Teil des SBB Bahnhofs, 2 Kopfgleise der oberirdischen M1 |  |
| Rigi Kulm              | Rigi           | SZ  | nein                          |              | nein                              | Arth-Goldau und Vitznau                                   | 1871         |             | Normalspur, Zahnradbahn (Beide Gleise enden gemeinsam in Depotgebäude), Bergstation |  |
| Schwarzenburg          | Schwarzenburg  | BE  | nein                          | nein         | nein                              | Bern                                                      | 1907         |             | Normalspur, Endbahnhof der Bahnstrecke Bern Fischermätteli–Schwarzenburg |  |
| Uetliberg              | Uetliberg      | ZH  | nein                          |              | nein                              | Zürich                                                    | 1875         |             | Normalspur, Endbahnhof und Bergstation der Uetlibergbahn |  |
| St. Moritz             | St. Moritz     | GR  | nein                          | ja           |                                   | Chur und Tirano                                           | 2017         |             | Meterspur. Ursprünglich als Durchgangsbahnhof für eine mögliche Verlängerung Richtung Maloja ausgelegt, nach Umbau 2017 mit Querbahnsteig.                                                                                          |  |
| Vallorbe (alt)         | Vallorbe       | VD  | nein                          |              |                                   | Lausanne und Pontarlier                                   | 1875         | 1915        | Normalspur, mit der Eröffnung des Tunnel du Mont d’Or zum Durchgangsbahnhof umgebaut |  |
| Worb Dorf RBS          | Worb           | BE  | nein                          | (ja)         | (ja)                              | Gümligen und Bern Egghölzli                               |              | (ca. 2004)  | Schmalspur, 2000er Einbau einer Tramschleife für Linie G; Perronhalle |  |
| Zermatt                | Zermatt        | VS  |                               | ja           | ja                                | Visp                                                      |              |             | Meterspur |  |
| Zürich Hauptbahnhof    | Zürich         | ZH  | ja                            | ja           | ja                                | Thalwil und Olten und Bülach und Winterthur               | (1848), 1871 |             | Normalspur, Gleis 3–18, auch der 2014 stillgelegte Nebenbahnhof 51–54, die eine Ebene tiefer gelegene Bahnhofsteile 31–34 und 41–44 sind Durchgangsbahnhöfe auch der SZU Bahnhof Gleis 21+22 ist als Durchgangsbahnhof konstruiert. |  |
| Zürich Selnau (alt)    | Zürich         | ZH  | ja                            | ja           | nein                              | Sihlbrugg und Uetliberg                                   | 1922         | 1990        | Normalspur, aufgehoben 1990, nun Durchgangsbahnhof/Tunnelbahnhof in der Nähe |  |
| Zweisimmen MOB         | Zweisimmen     | BE  | (ja)                          | (ja)         | (ja)                              | Lenk und Gstaad, Spiez                                    |              |             | Schmalspurteil mit Kopfbahnsteig und Perronhalle vor Gebäude; Normalspurteil und Umspurgleise neben Gebäude |  |

## Europa

### Albanien
| Bahnhof, Ort | Empfangs- gebäude in Kopflage | Quer- bahn- steig | Strecken enden aus Richtung | Kopfbahnhof | Kopfbahnhof | Bemerkungen                          |
| Bahnhof, Ort | Empfangs- gebäude in Kopflage | Quer- bahn- steig | Strecken enden aus Richtung | von         | bis         | Bemerkungen                          |
| ------------ | ----------------------------- | ----------------- | --------------------------- | ----------- | ----------- | ------------------------------------ |
| Durrës       | ja                            | (nein)            | Tirana und Rrogozhine       |             | heute       |                                      |
| Tirana       | ja                            | nein              | Durrës                      |             | 2013        | 2013 geschlossen, Anlagen demontiert |
| Vlora        | ja                            | nein              | Rrogozhie                   | 1985        |             | kein Service mehr                    |

### Belarus
Quelle ist der „Atlas Linii Kolejowych Polski 2010“

Es beinhaltet die Kopfbahnhöfe der Zweiten Polnischen Republik (1918–1939)
| Bahnhof, Ort                    | Schreibweise in der Landessprache | Empfangs- gebäude in Kopflage | Quer- bahn- steig | Strecken enden aus Richtung                                | Kopfbahnhof | Kopfbahnhof | Bemerkungen               |
| Bahnhof, Ort                    | Schreibweise in der Landessprache | Empfangs- gebäude in Kopflage | Quer- bahn- steig | Strecken enden aus Richtung                                | von         | bis         | Bemerkungen               |
| ------------------------------- | --------------------------------- | ----------------------------- | ----------------- | ---------------------------------------------------------- | ----------- | ----------- | ------------------------- |
| Druja                           | Друя                              |                               |                   | Dūkštas (polnisch: Dukszty) (Litauen) (schmal), Woropajewo |             |             |                           |
| Naratsch                        | Нарач                             |                               |                   | Švenčionėliai (polnisch: Nowe Święciany)                   |             |             |                           |
| Jeziory (obwód grodzieński)     | Азёры                             |                               |                   | Grodno (Гро́дна)                                            |             |             |                           |
| Lubcz (osiedle typu miejskiego) | Любча                             |                               |                   | Nowojelnia (Наваельня)                                     |             |             | Schmalspur                |
| Nowogródek                      | Навагрудак                        |                               |                   | Nowojelnia Wask                                            |             |             | Schmalspur                |
| Nowojelnia Wask                 | Наваельня                         |                               |                   | Nowogródek, Lubcz                                          |             |             | nur der Schmalspurbahnhof |
| Orańczyce Wask                  |                                   |                               |                   | Pruschany (polnisch: Prużana)                              |             |             | nur der Schmalspurbahnhof |
| Baranowitschi-Poleskie          | Баранавічы                        |                               |                   | Krzywoszyn                                                 |             |             | Schmalspur                |
| Kriwoschin                      |                                   |                               |                   | Baranowitschi-Poleskie (Баранавічы)                        |             |             | Schmalspur                |

### Belgien

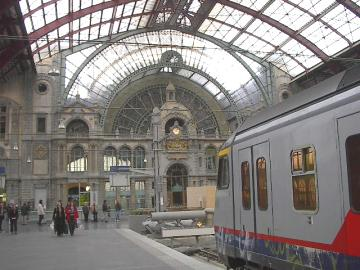
Antwerpen Centraal

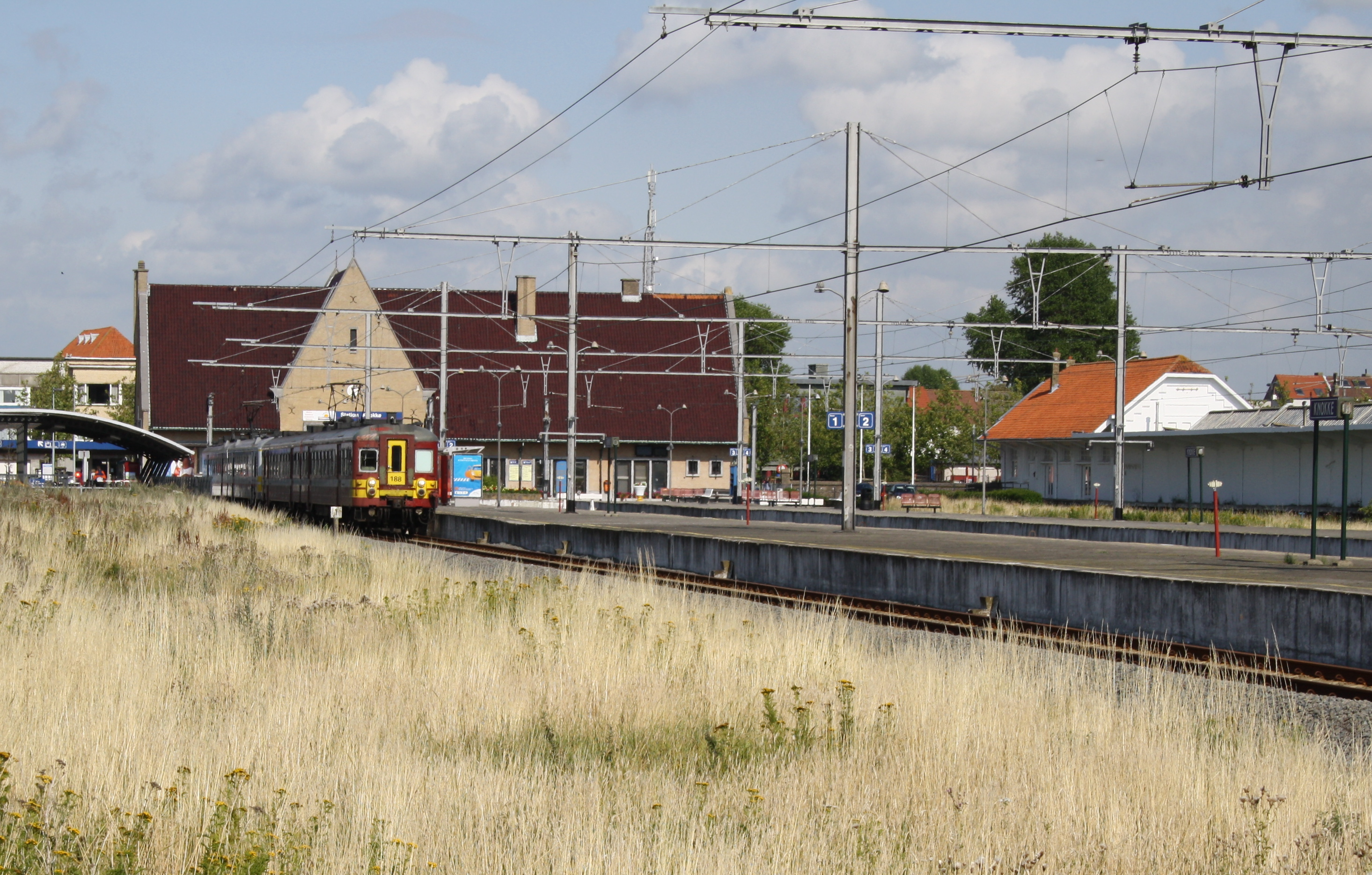
Knokke

| Bahnhof, Ort                 | Empfangs- gebäude in Kopflage | Quer- bahn- steig | Strecken enden aus Richtung | Kopfbahnhof | Kopfbahnhof | Bemerkungen                                                                                                |
| Bahnhof, Ort                 | Empfangs- gebäude in Kopflage | Quer- bahn- steig | Strecken enden aus Richtung | von         | bis         | Bemerkungen                                                                                                |
| ---------------------------- | ----------------------------- | ----------------- | --------------------------- | ----------- | ----------- | --- |
| Antwerpen-Centraal           | ja                            | ja                |                             | 1873        | heute       | Normalspur, der eine Ebene tiefer liegende Teil ist am 23. März 2007 als Durchgangsbahnhof eröffnet worden |
| Blankenberge                 | ja                            | ja                | Brügge                      | 1863* 1908  | heute       | Normalspur, anfangs Durchgangsbahnhof, Strecke nach Zeebrügge. Ab 1908 Kopfbahnhof.                        |
| Brussel-Nationaal-Luchthaven |                               |                   |                             | 1958        | 2012        | Normalspur, umgebaut nach Durchgansbahnhof mit die Diabolo Strecke nach Mechelen und Antwerpen             |
| Couvin                       | ja                            | ja                | Mariembourg                 | 1854        | heute       | Normalspur                                                                                                 |
| Genk                         | nein                          | ja                | Hasselt                     |             |             | Normalspur                                                                                                 |
| Louvain-la-Neuve Université  |                               |                   | Ottignies                   | 1975        | heute       | Normalspur                                                                                                 |
| Knokke                       | ja                            |                   | Brügge                      | 1920        | heute       | Normalspur                                                                                                 |
| Oostende                     | ja                            | ja                | Brügge                      | 1871        | heute       | Normalspur                                                                                                 |
| Verviers Ouest               |                               |                   |                             |             |             | Normalspur, ehem. Verviers-Léopold, seit 1930 Durchgangsbahnhof                                            |

### Bulgarien
| Bahnhof, Ort | Empfangs- gebäude in Kopflage | Quer- bahn- steig | Strecken enden aus Richtung | Kopfbahnhof | Kopfbahnhof | Bemerkungen                                                   |
| Bahnhof, Ort | Empfangs- gebäude in Kopflage | Quer- bahn- steig | Strecken enden aus Richtung | von         | bis         | Bemerkungen                                                   |
| ------------ | ----------------------------- | ----------------- | --------------------------- | ----------- | ----------- | ------------------------------------------------------------- |
| Burgas       | ja                            | ja                |                             | 1903        | heute       | größerer Teil des Gebäudes seitlich                           |
| Varna        | ja                            | ja                |                             | 1925        | heute       | Gebäude zum Teil seitlich, ehemaliges Gebäude stammt aus 1866 |
| Vidin        | ja                            |                   |                             |             | heute       |                                                               |

### Dänemark
| Bahnhof, Ort              | Empfangs- gebäude in Kopflage | Quer- bahn- steig | Strecken enden aus Richtung                              | Kopfbahnhof | Kopfbahnhof  | Bemerkungen |
| Bahnhof, Ort              | Empfangs- gebäude in Kopflage | Quer- bahn- steig | Strecken enden aus Richtung                              | von         | bis          | Bemerkungen |
| ------------------------- | ----------------------------- | ----------------- | -------------------------------------------------------- | ----------- | ------------ | --- |
| Fredericia                |                               |                   | Padborg und Aarhus                                       | 1866        | 14. Mai 1935 | neuer Durchgangsbahnhof wurde 1935 erbaut, als mit Eröffnung der Lillebæltsbro die Bahnstrecke København–Fredericia direkt eingefädelt und der Trajektverkehr beendet wurde      |
| Frederikshavn             | ja                            | ja                | Aalborg und Skagen                                       | 1979        | heute        | neuer Bahnhof wurde 1979 erbaut, vorher an anderer Stelle Durchgangsbahnhof mit Bahnstrecke Fjerritslev–Frederikshavn                                                            |
| Helsingør                 | ja                            | (ja)              | Kopenhagen (Gilleleje)                                   | 1891        | heute        | Nur DSB Gleise, bis 2000 und der Eröffnung der Öresundbrücke befand sich östlich des Bahnhofes der Fährbahnhof. Westlich des Gebäudes führt die Privatbahnstrecke nach Gilleleje |
| Kolding Süd (Sydbanegård) |                               |                   | Kolding Sydbaner von Kolding, Vamdrup Øst und Hejlsminde | 1911        | 1932         | neu errichteter Durchgangsbahnhof wurde 1948 stillgelegt |
| Lemvig                    | nein                          |                   | Thyborøn und Vemb                                        | 1899        | heute        | |
| Skive                     |                               |                   | Bahnstrecke Langå–Struer                                 | 1864        | 1962         | |

### Estland
| Bahnhof, Ort  | Empfangs- gebäude in Kopflage | Quer- bahn- steig | Strecken enden aus Richtung | Kopfbahnhof | Kopfbahnhof | Bemerkungen |
| Bahnhof, Ort  | Empfangs- gebäude in Kopflage | Quer- bahn- steig | Strecken enden aus Richtung | von         | bis         | Bemerkungen |
| ------------- | ----------------------------- | ----------------- | --------------------------- | ----------- | ----------- | ----------- |
| Tallinn-Balti | ja                            | ja                |                             | 1870        | heute       |             |

### Finnland
| Bahnhof, Ort          | Empfangs- gebäude in Kopflage | Quer- bahn- steig | Strecken enden aus Richtung | Kopfbahnhof | Kopfbahnhof | Bemerkungen   |
| Bahnhof, Ort          | Empfangs- gebäude in Kopflage | Quer- bahn- steig | Strecken enden aus Richtung | von         | bis         | Bemerkungen   |
| --------------------- | ----------------------------- | ----------------- | --------------------------- | ----------- | ----------- | ------------- |
| Hauptbahnhof Helsinki | ja                            | ja                |                             | 1860        | heute       | 1919 umgebaut |

### Frankreich
| Ort                       | Bahnhof                                | Empfangs- gebäude in Kopflage | Quer- bahn- steig | Strecken enden aus Richtung | Kopfbahnhof | Kopfbahnhof | Bemerkungen |
| Ort                       | Bahnhof                                | Empfangs- gebäude in Kopflage | Quer- bahn- steig | Strecken enden aus Richtung | von         | bis         | Bemerkungen |
| ------------------------- | -------------------------------------- | ----------------------------- | ----------------- | --------------------------- | ----------- | ----------- | --- |
| Paris                     |                                        |                               |                   |                             |             |             | |
| Paris                     | Paris-Austerlitz                       | ja                            | ja                | Bordeaux                    | 1840        | heute       | für RER C Durchgangsbahnhof, vergleiche Liste der Pariser Bahnhöfe                                             |
| Paris                     | Paris-Bercy-Bourgogne-Pays-d’Auvergne  | ja                            | ja                | Marseille                   | 1970        | heute       | Strecke nach Paris-Gare-de-Lyon, umfährt den Bahnhof, vergleiche Liste der Pariser Bahnhöfe                    |
| Paris                     | Paris-Est (Ostbahnhof)                 | ja                            | ja                | Metz                        | 1849        | heute       | vergleiche Liste der Pariser Bahnhöfe                                                                          |
| Paris                     | Paris-Gare-de-Lyon (Lyoner Bahnhof)    | ja                            | ja                | Lyon                        | 1849        | heute       | für RER A und RER D Durchgangsbahnhof, vgl. Liste der Pariser Bahnhöfe                                         |
| Paris                     | Paris-Montparnasse                     | ja                            | ja                | Brest                       | 1840        | heute       | vergleiche Liste der Pariser Bahnhöfe                                                                          |
| Paris                     | Paris-Nord (Nordbahnhof)               | ja                            | ja                | Brüssel                     | 1846        | heute       | für RER B und RER D Durchgangsbahnhof, vgl. Liste der Pariser Bahnhöfe                                         |
| Paris                     | Paris-Saint-Lazare                     | ja                            | ja                |                             | 1837        | heute       | für RER E Kopfbahnhof in Tieflage, vgl. Liste der Pariser Bahnhöfe                                             |
| Paris                     | Paris-Orsay                            |                               |                   |                             | 1900        | 1938        | seit 1978 als historisches Bauwerk eingestuft, heute Nutzung als Museum, vergleiche Liste der Pariser Bahnhöfe |
| Paris                     | Paris-Gobelins                         |                               |                   |                             | 1903        | 1991        | am Ende einer Stichstrecke der Chemin de Fer de Petite Ceinture                                                |
| übriges Frankreich        |                                        |                               |                   |                             |             |             | |
| Ajaccio                   | Bahnhof Ajaccio                        | ja                            | ja                | Bastia                      | 1889        | heute       | Meterspur |
| Bagnères-de-Luchon        | Bahnhof Bagnères-de-Luchon             | nein                          | nein              | Montréjeau                  | 1873        | 2014        | |
| Biarritz                  | Bahnhof Biarritz-Ville                 |                               |                   | Biarritz-la-Négresse        | 1911        | 1980        | |
| Bordeaux                  | Bahnhof Bordeaux-Ségur                 |                               |                   |                             | 1841        | 1855        | erster Bahnhof in Bordeaux                                                                                     |
| Bordeaux-Bastide          | Bordeaux-Bastide                       |                               |                   | Orleans                     | 1852        | 1950        | |
| Bourg-Saint-Maurice       | Bahnhof Bourg-Saint-Maurice            |                               |                   | Albertville                 | 1913        | heute       | |
| Brest                     | Bahnhof Brest                          |                               |                   | Paris                       | 1865        | heute       | |
| Briançon                  | Bahnhof Briançon                       |                               |                   | Veynes                      | 1884        | heute       | |
| Bussang                   | Bahnhof Bussang                        | nein                          | nein              | Épinal                      | 1891        | 1989        | |
| Cornimont                 | Bahnhof Cornimont                      | ja                            | ja                | Remiremont                  | 1879        | 1992        | |
| Deauville                 | Bahnhof Trouville – Deauville          |                               |                   | Mézidon, Lisieux            | 1863        | heute       | |
| Dieppe                    | Bahnhof Dieppe                         |                               |                   | Malaunay                    | 1848        | heute       | |
| Dieppe Hafen              | Bahnhof Dieppe-Maritime                |                               |                   | Malaunay                    | 1874        | 1994        | |
| Dünkirchen                | Bahnhof Dünkirchen                     |                               |                   | Arras, Bray-Dunes           | 1838        | heute       | |
| Ensisheim                 | Bahnhof Ensisheim                      |                               |                   | Colmar, Bollwiller          |             |             | Bahnstrecke Colmar-Sud nach Bollwiller                                                                         |
| Falaise                   | Bahnhof Falaise                        |                               |                   | Coulibœuf, Berjou           | 1859        | 1953        | |
| Fécamp                    | Bahnhof Fécamp                         | nein                          |                   | Bréauté – Beuzeville        | 1856        | heute       | |
| Granville                 | Bahnhof Granville                      |                               |                   | Argentan                    | 1870        | heute       | |
| Grasse (alt)              | Bahnhof Grasse                         | nein                          | nein              | Cannes                      | 1875        | 1938        | |
| Grasse (neu)              | Bahnhof Grasse                         | ja                            | ja                | Cannes                      | 2005        | heute       | |
| Graufthal                 | Bahnhof Graufthal                      |                               |                   | Lutzelbourg, Drulingen      | 1883        | 1953        | |
| Le Havre                  | Bahnhof Le Havre                       |                               |                   |                             | 1847        | heute       | |
| Kruth (Krüt)              | Bahnhof Kruth                          |                               |                   | Lutterbach                  | 1905        | heute       | |
| Lannion (alt)             | Bahnhof Lannion                        |                               |                   | Plouaret                    | 1881        | 2000        | |
| Lannion (neu)             | Bahnhof Lannion                        |                               |                   | Plouaret                    | 2000        | heute       | Strecke um 71 m verkürzt (=alter Bahnhof)                                                                      |
| Lille                     | Lille-Flandres                         |                               |                   |                             | 1843        | heute       | |
| Lyon                      | Bahnhof Bourbonnais                    |                               |                   | Saint-Étienne               | 1845        | 1856        | Abriss in den 1950ern                                                                                          |
| Lyon                      | Bahnhof Lyon-Saint-Paul                | ja                            | ja                |                             | 1876        | heute       | Bild |
| Lyon                      | Bahnhof Lyon-Croix-Rousse              |                               |                   |                             | 1863        | 1953        | Güter: 1975 |
| Marseille                 | St-Charles                             | ja                            | ja                | alle Richtungen             | 1848        | heute       | |
| Metz                      | Alter Bahnhof Metz                     |                               |                   | alle Richtungen             | 1850        | 1908        | Plan ferroviaire gare metz                                                                                     |
| Nizza                     | Bahnhof Nice Sud CP                    | ja                            | ja                | Digne, Meyrargues           | 1892        | 1992        | Bild |
| Nizza                     | Nice CP                                | ja                            | ja                | Digne, Meyrargues           | 1992        | heute       | Bild |
| Orléans                   | Bahnhof Orléans                        | ja                            | ja                | Paris, Vierzon, Tours       | 1843        | heute       | |
| Pornic                    | Bahnhof Pornic                         |                               |                   | Sainte-Pazanne              | 1875        | heute       | |
| Roscoff                   | Bahnhof Roscoff                        |                               |                   | Morlaix                     | 1883        | heute       | |
| Royan                     | Bahnhof Royan                          |                               |                   | Saintes                     | 1875        | heute       | |
| Les Sables-d’Olonne       | Bahnhof Sables-d'Olonne                |                               |                   | Saintes                     | 1866        | heute       | |
| Saint-Gilles-Croix-de-Vie | Bahnhof Saint-Gilles-Croix-de-Vie      |                               |                   | Commequiers                 | 1881        | heute       | |
| Saint-Jean-Pied-de-Port   | Bahnhof Saint-Jean-Pied-de-Port        |                               |                   | Bayonne                     | 1898        | heute       | |
| Saint-Malo (alt)          | Bahnhof Saint-Malo                     |                               |                   | Rennes, Miniac              | 1875        | 2005        | |
| Saint-Malo (neu)          | Bahnhof Saint-Malo                     |                               |                   | Rennes, Miniac              | 2005        | heute       | Strecke um 260 m verkürzt (=alter Bahnhof)                                                                     |
| Saint-Nazaire             | Bahnhof Saint-Nazaire                  |                               |                   | Saint-Nazaire               | 1857        | 1955 ?      | |
| Saint-Palais              | Bahnhof Saint-Palais                   | (nein)                        | (nein)            | Autevielle                  | 1884        | 1949        | Güter bis 1989                                                                                                 |
| Saint-Valery-en-Caux      | Bahnhof Saint-Valery-en-Caux           |                               |                   | Motteville                  | 1880        | 1994        | |
| Schiltigheim              | Bahnhof Schiltigheim                   |                               |                   | Kehl                        |             |             | reiner Güterbahnhof                                                                                            |
| Straßburg                 | Alter Bahnhof Straßburg                |                               |                   | Paris, Kehl, Lauterburg     | 1846        | 1883        | 1974 Abriss, Schema: Strasbourg ferroviaire                                                                    |
| Straßburg-Kronenburg      | Bahnhof Straßburg-Kronenburg           |                               |                   | Paris, Lauterburg           |             |             | |
| Straßburg-Neudorf         | Bahnhof Strasbourg-Neudorf             |                               |                   | Paris, Kehl, Lauterburg     |             |             | reiner Güterbahnhof, nicht verwechseln mit dem Personenbahnhof gleichen Namens                                 |
| Tours                     | Bahnhof Tours                          |                               |                   | Le Mans, Orleans            | 1846        | heute       | |
| Le Tréport                | Bahnhof Tréport – Mers                 |                               |                   |                             | 1872        | heute       | Bild |
| Le Verdon-sur-Mer         | Bahnhof Pointe-de-Grave                |                               |                   | Bordeaux                    | 1902        | heute       | |
| Versailles                | Bahnhof Versailles-Château-Rive-Gauche |                               |                   | Gare des Invalides          | 1840        | heute       | |
| Versailles                | Bahnhof Versailles-Rive-Droite         |                               |                   | Paris-Saint-Lazare          | 1839        | heute       | |
| Vincennes                 | Bahnhof Vincennes                      |                               |                   |                             | 1859        | ?           | |
| Wissembourg (Weißenburg)  | Bahnhof Wissembourg                    | nein                          | nein              | Deutschland, Straßburg      | 1855        | heute       | |

### Griechenland
| Bahnhof, Ort | Empfangs- gebäude in Kopflage | Quer- bahn- steig | Strecken enden aus Richtung | Kopfbahnhof | Kopfbahnhof | Bemerkungen                                                         |
| Bahnhof, Ort | Empfangs- gebäude in Kopflage | Quer- bahn- steig | Strecken enden aus Richtung | von         | bis         | Bemerkungen                                                         |
| ------------ | ----------------------------- | ----------------- | --------------------------- | ----------- | ----------- | ------------------------------------------------------------------- |
| Kalambaka    | nein                          | nein              | Paläofarsalos               |             | heute       |                                                                     |
| Kiparissia   | nein                          | nein              | Pyrgos                      |             | 2010        |                                                                     |
| Nafplio      | nein                          | nein              |                             |             | 2011        | Bahnhof wurde aufgrund von Sparmaßnahmen der Regierung stillgelegt. |
| Thessaloniki | nein                          | nein              |                             | 1958        | heute       | Davor existierte bereits der 1872 errichtete Alte Kopfbahnhof.      |
| Piräus       | (ja)                          | ja                |                             |             | heute       | Empfangsgebäude teilweise in Seitenlage.                            |

### Großbritannien

#### England
- Blackpool North
- Brighton
- Eastbourne
- Liverpool Lime Street
- Manchester Piccadilly
- Manchester Airport
- Portsmouth Harbour
- Die Kopfbahnhöfe in London:
  - Broad Street
  - Paddington
  - Marylebone
  - Moorgate
  - Euston
  - St Pancras
  - King’s Cross
  - Liverpool Street
  - Fenchurch Street
  - London Bridge
  - Cannon Street
  - Charing Cross
  - Waterloo
  - Victoria
  - Tower Gateway (DLR)

#### Schottland
- Glasgow Central
- Glasgow Queen Street
- Thurso
- Wick

#### Wales
- Holyhead
- Llandudno
- Pwllheli
- Wrexham Central

### Irland
| Bahnhof, Ort       | Empfangs- gebäude in Kopflage | Quer- bahn- steig | Strecken enden aus Richtung | Kopfbahnhof | Kopfbahnhof | Bemerkungen |
| Bahnhof, Ort       | Empfangs- gebäude in Kopflage | Quer- bahn- steig | Strecken enden aus Richtung | von         | bis         | Bemerkungen |
| ------------------ | ----------------------------- | ----------------- | --------------------------- | ----------- | ----------- | --- |
| Dublin Connolly    | ja                            | ja                |                             | 1850        |             | Der früher eigenständige angrenzende Durchgangsbahnhof Amiens Street Junction ist nun Teil von Dublin Connolly. |
| Dublin Heuston     | ja                            | ja                |                             | 1846        | heute       | |
| Galway             | ja                            | ja                |                             | 1851        | heute       | |
| Sligo Mac Diarmada | ja                            | ja                |                             | 1862        |             | |

### Italien
| Bahnhof, Ort                                   | Empfangs- gebäude in Kopflage | Quer- bahn- steig | Strecken enden aus Richtung                 | Kopfbahnhof | Kopfbahnhof  | Bemerkungen |
| Bahnhof, Ort                                   | Empfangs- gebäude in Kopflage | Quer- bahn- steig | Strecken enden aus Richtung                 | von         | bis          | Bemerkungen |
| ---------------------------------------------- | ----------------------------- | ----------------- | ------------------------------------------- | ----------- | ------------ | --- |
| Agrigento Centrale                             | (ja)                          |                   | Caltanissetta, Palermo                      |             | heute        | Normalspur |
| Ariano nel Polesine                            | (nein)                        |                   | Adria                                       |             |              | Normalspur |
| Bergamo FVB                                    | (ja)                          |                   | Piazza Brembana                             | 1906        | 1966         | Normalspur, Strecke abgebaut |
| Bergamo FVS                                    | (ja)                          |                   | Clusone                                     | 1884 2009   | 1967 heute   | Normalspur, Strecke abgebaut |
| Bettola                                        | (nein)                        |                   | Piacenza                                    | 1932        | 1967         | Normalspur, Strecke abgebaut |
| Biella SFT (alter Bahnhof)                     | (nein)                        |                   | Santhià                                     |             |              | Normalspur |
| Bitonto SAF (alter Bahnhof)                    | (nein)                        |                   | Bari                                        |             |              | Normalspur |
| Bologna Centrale                               | (ja)                          | (Ja)              |                                             | 1864        | heute        | Kopfbahnhof nur für die Strecken nach Portomaggiore und Vignola |
| Cagliari FS                                    | (ja)                          |                   | Sassari                                     | 1871        | heute        | Normalspur |
| Cagliari Viale Bonaria                         | (ja)                          |                   | Mandas                                      | 1888        | ?            | Schmalspur |
| Casalecchio di Reno FCV                        | (nein)                        |                   | Vignola                                     |             |              | Normalspur, Strecke abgebaut |
| Castellammare di Stabia                        | (ja)                          |                   | Torre Annunziata Gragnano                   | 1842        | heute        | Normalspur |
| Chioggia                                       | (nein)                        |                   | Rovigo                                      | 1887        | heute        | Normalspur |
| Ciano d’Enza                                   | (nein)                        |                   | Reggio nell’Emilia                          | 1910        | heute        | Normalspur |
| Cinquefrondi                                   | (nein)                        |                   | Gioia Tauro                                 | 1929        | 2011         | Schmalspur |
| Clusone                                        | (nein)                        |                   | Bergamo                                     | 1911        | 1967         | Normalspur, Strecke abgebaut |
| Costermano                                     | (ja)                          |                   | Caprino Veronese Verona Porta San Giorgio   | 1889        | 1956         | Normalspur |
| Cristoforo Colombo                             | nein                          |                   | Rom                                         |             | heute        | Normalspur |
| Desenzano Lago                                 |                               |                   | Desenzano                                   |             |              | Normalspur, Strecke abgebaut |
| Dittaino                                       | (ja)                          |                   | Leonforte und Caltagirone                   |             |              | Schmalspur, Strecken abgebaut |
| Domodossola SSIF                               | (ja)                          | nein              | Locarno                                     |             | heute        | nur für Schmalspur, Zweigleisiger Tunnelbahnhof mit Mittelbahnsteig                                                                                                |
| Firenze S.M.N.                                 | ja                            | ja                | Pisa, Prato, Arezzo                         |             | heute        | Hauptbahnhof von Florenz |
| Finale Emilia SEFTA                            | (nein)                        |                   | Modena                                      |             |              | Normalspur, Strecken abgebaut |
| Fondo                                          |                               |                   | Dermulo Mendel                              |             |              | Schmalspur, Nonsbergbahn |
| Iseo (alter Bahnhof)                           | (nein)                        |                   | Brescia                                     |             |              | Normalspur, Strecke abgebaut |
| Genova Piazza Manin                            | (ja)                          |                   | Casella                                     | 1929        | heute        | Schmalspur |
| Genova Piazza Principe                         | (ja)                          |                   | Turin, Savona                               | 1860        |              | Normalspur, später als Durchgangsbahnhof umgebaut |
| Laveno-Mombello Nord                           | nein                          | ja                | Varese Nord und Laveno-Mombello             |             | heute        | Normalspur |
| Livorno Barriera Margherita                    | (ja)                          |                   | Marina di Pisa                              |             | -1960        | Normalspur, Strecke abgebaut |
| Livorno San Marco                              | (ja)                          |                   | Pisa                                        |             |              | Normalspur, Bahnhof verlegt |
| Luino Lago, SNF und SVIE                       | (nein)                        |                   | Ponte Tresa und Varese                      |             |              | Schmalspur, Strecken abgebaut |
| Mals                                           | nein                          |                   | Bozen                                       | 1906        | heute        | Normalspur |
| Menaggio                                       | (nein)                        |                   | Porlezza                                    | 1884        | 1966         | Schmalspur, Strecke abgebaut |
| Miagliano                                      | (nein)                        |                   | Balma Biella                                |             |              | Schmalspur |
| Milano Cadorna                                 | ja                            | ja                | Asso und Saronno                            | 1879        | heute        | Normalspur |
| Milano Centrale                                | ja                            | ja                | alle Richtungen                             | 1931        | heute        | |
| Milano Porta Garibaldi (oben)                  | ja                            | ja                | Novara und Gallarate                        | 1963        | heute        | größtenteils Kopfbahnhof mit 12 Gleisen, 8 Durchgangsgleise und 2 Durchgangsgleise als Milano Porta Garibaldi Passante (tief), zweitgrößter Kopfbahnhof der Stadt, |
| Milano Genova                                  |                               |                   | Bahnstrecke Mailand–Mortara                 | 1931        | heute        | Normalspur, 1870 als Durchgangsbahnhof eröffnet |
| Milano Porta Nuova (I)                         | nein                          | ?                 | Monza                                       | 1840        | 1850         | Normalspur. Erster Bahnhof der Stadt |
| Milano Porta Nuova (II)                        | nein                          | ?                 | Bahnstrecke Chiasso–Mailand                 | 1850        | 1865         | Normalspur |
| Milano Porta Nuova (III)                       | ja                            | ja                | Domodossola, Turin                          | 1931        | 1961         | Normalspur |
| Milano Porta Tosa (in der Viale Premuda)       | ?                             | ?                 | Bologna, Pavia, Bahnstrecke Mailand–Venedig | 1846-02-15  | 1864         | Normalspur |
| Milano Porta Vittoria                          | ja                            | ja                | Bologna, Pavia, Venedig                     | 1911        | 1991         | Normalspur |
| Mirandola SEFTA                                | (nein)                        |                   | Modena                                      |             |              | Normalspur, Strecken abgebaut, |
| Napoli Centrale                                | ja                            | ja                | Formia, Rom, Reggio                         | 1866        | heute        | |
| Napoli Montesanto                              | ja                            | ja                | Torregaveta                                 | 1889        | heute        | Normalspur |
| Napoli Porta Nolana, CV                        | (ja)                          |                   | Ottaviano, Torre del Greco                  |             | heute        | Schmalspur |
| Napoli alter Bahnhof der CV                    | (ja)                          |                   | Salerno                                     |             |              | Schmalspur |
| Napoli, Piazza Carlo III FABN                  | (nein)                        |                   | Santa Maria CV                              |             |              | Schmalspur |
| Nuoro                                          | jein                          | ja                | Macomer                                     | 1889        | heute        | Schmalspur |
| Ormea                                          | nein                          | nein              | Ceva                                        | 1891        | heute        | Normalspur |
| Otranto                                        | ja                            | ja                | Maglie                                      | 1872        | heute        | Normalspur |
| Pachino                                        | (nein)                        |                   | Noto                                        | 1935        | 1986         | Normalspur, Strecke abgebaut |
| Palermo Centrale                               | ja                            | ja                | Porto Empedocle und Trapani                 | 1886        | heute        | |
| Pastura                                        |                               |                   | Porlezza und Menaggio                       |             | 1939         | Schmalspur 850 mm, SNF, Strecke abgebaut |
| Pergola                                        | (nein)                        |                   | Fabriano                                    |             |              | Normalspur |
| Perugia Sant’Anna                              | (ja)                          |                   | Perugia Ponte San Giovanni                  | 1920        | heute        | Normalspur |
| Peschici-Calenella                             | (nein)                        |                   | San Severo                                  |             | heute        | Normalspur |
| Piacenza SIFT                                  | (ja)                          |                   | Bettola                                     | 1932        | 1967         | Normalspur, Strecke abgebaut |
| Pinerolo                                       | (ja)                          |                   | Turin                                       | 1854        | heute        | Normalspur |
| Porlezza                                       | nein                          | nein              | Menaggio                                    | 1884        | 1966         | Schmalspur, Strecke abgebaut |
| Pré-Saint-Didier                               | nein                          | nein              | Aosta                                       | 1929        | heute        | Normalspur |
| Piedimonte Matese                              | (ja)                          |                   | Caserta                                     | 1914        | heute        | Normalspur |
| Regalbuto                                      | (nein)                        |                   | Motta Sant’Anastasia                        | 1952        | 1973         | Normalspur, Strecke abgebaut |
| Roma Termini                                   | ja                            | ja                | alle Richtungen                             | 1863        | heute        | (Hauptbahnhof von Rom) |
| Roma Flaminio, Piazza del Popolo               | ja                            |                   | Viterbo                                     | 1932        | heute        | Normalspur |
| Roma Laziali                                   | (ja)                          |                   | Giardinetti                                 | 1950        | heute        | Schmalspur |
| Rovato Borgo                                   | (ja)                          |                   | Iseo                                        | 1911        | heute        | Normalspur |
| San Giovanni in Fiore                          | nein                          |                   | Cosenza                                     | 1956        | 1997 / heute | Schmalspur, nur Touristenbetrieb |
| Salsomaggiore Terme                            | ja                            | ja                | Fidenza                                     | 1937        | heute        | Normalspur |
| Sassuolo ACT                                   | (nein)                        |                   | Reggio nell’Emilia                          | 1892        | heute        | Normalspur |
| Sassuolo ACTM                                  | nein                          | nein              | Modena                                      | 1883        | heute        | Normalspur |
| Savona Marittima                               | (nein)                        |                   | Savona                                      |             | heute        | Normalspur, ohne Personenverkehr |
| Schio                                          | (nein)                        |                   | Vicenza                                     | 1876        | heute        | Normalspur |
| Siracusa (Syrakus)                             | (nein)                        | ja                | Gela, Catania                               | 1990er      | heute        | Umbau aus Durchgangsbahnhof Im Zusammenhang Neubaustrecke nach Catania und Stilllegung der Stadtstrecke                                                            |
| Soresina SNFT                                  | (ja)                          |                   | Rovato Cremona                              | 1863        | heute        | Normalspur |
| Sorrento                                       | (nein)                        |                   | Neapel                                      |             | heute        | Schmalspur |
| Subiaco                                        | (nein)                        |                   | Mandela-Sambuci                             | 1901        | 1933         | Normalspur |
| Susa                                           | (ja)                          |                   | Turin                                       | 1854        | heute        | Normalspur |
| Teramo                                         | nein                          | nein              | Giulianova                                  | 1884        | heute        | Normalspur |
| Terracina                                      | (nein)                        |                   | Priverno-Fossanova                          | 1892        | heute        | Normalspur |
| Tirano FS/RhB                                  | (ja)                          | (ja)              | Sondrio und St. Moritz                      | 1902        | heute        | Schmal-/Normalspur, nur RhB Teil |
| Torino Porta Nuova                             | ja                            | ja                | Alessandria, Cuneo, Modane und Pinerolo     | 1864        | heute        | Normalspur, (Hauptbahnhof von Turin) |
| Torino Dora GTT                                | (nein)                        |                   | Ceres                                       | 1988        | heute        | Normalspur |
| Torregaveta                                    | (nein)                        |                   | Neapel (Nordstrecke) Neapel (Südstrecke)    |             | heute        | Normalspur |
| Torre Pelice                                   | nein                          | nein              | Turin                                       | 1882        | heute        | Normalspur |
| Trapani                                        | (ja)                          |                   | Palermo und Castelvetrano                   | 1880        | heute        | Normalspur, Übergang zur Fähre nach Tunis |
| Trieste Centrale früher Triest Südbahnhof      | ja                            |                   | Ljubljana / Gorizia / Udine                 |             | heute        | Normalspur, (Hauptbahnhof von Triest) |
| Trieste San Andrea früher Triest Staatsbahnhof | (ja)                          |                   | Gorizia / Pula / Poreč/Parenzo              | 1887        | 1960         | Normalspur, nur mehr Eisenbahnmuseum, als Personenbahnhof nicht mehr in Betrieb                                                                                    |
| Urbino                                         | (nein)                        |                   | Fabriano                                    | 1898        | 1987         | Normalspur, Strecke abgebaut |
| Varallo Sesia                                  | (nein)                        |                   | Novara                                      | 1886        | heute        | Normalspur |
| Varzi FAA                                      | (nein)                        |                   | Voghera                                     | 1931        | 1966         | Normalspur |
| Venezia Santa Lucia                            | ja                            | ja                | Venezia Mestre                              |             | heute        | (Hauptbahnhof von Venedig) |
| Verona Porta San Giorgio                       | (nein)                        |                   | Costermano                                  |             |              | Normalspur |
| Viterbo Met.Ro.                                | (nein)                        |                   | Rom (Bahnstrecke Roma Flaminio–Viterbo)     | 1894        | heute        | Normalspur |

### Kroatien
| Bahnhof, Ort | Empfangs- gebäude in Kopflage | Quer- bahn- steig | Strecken enden aus Richtung | Kopfbahnhof | Kopfbahnhof | Bemerkungen            |
| Bahnhof, Ort | Empfangs- gebäude in Kopflage | Quer- bahn- steig | Strecken enden aus Richtung | von         | bis         | Bemerkungen            |
| ------------ | ----------------------------- | ----------------- | --------------------------- | ----------- | ----------- | ---------------------- |
| Ploče        | ja                            | ja                | Sarajevo                    | 1891        | heute       |                        |
| Šibenik      | nein                          | (nein)            | Perković                    |             | heute       |                        |
| Zadar        | ja                            | ja                | Knin                        | 1967        | heute       | seit 2014 kein Verkehr |

### Niederlande
| Bahnhof, Ort             | Empfangs- gebäude in Kopflage | Quer- bahn- steig | Strecken enden aus Richtung | Kopfbahnhof | Kopfbahnhof | Bemerkungen                               |
| Bahnhof, Ort             | Empfangs- gebäude in Kopflage | Quer- bahn- steig | Strecken enden aus Richtung | von         | bis         | Bemerkungen                               |
| ------------------------ | ----------------------------- | ----------------- | --------------------------- | ----------- | ----------- | ----------------------------------------- |
| Aalsmeer                 |                               |                   |                             | 1912        | 1950        |                                           |
| Enkhuizen                | ja                            |                   | Zaandam                     | 1885        | heute       |                                           |
| Den Haag Centraal        | ja                            | ja                |                             | 1973        | heute       |                                           |
| Den Helder alter Bahnhof |                               |                   | Amsterdam                   | 1865        | 1958        | neuer Bahnhof befindet sich 600 m südlich |
| Den Helder               | ja                            | nein              | Amsterdam                   | 1958        | heute       |                                           |
| Haarlem                  |                               |                   |                             | 1839        | 1842        |                                           |
| Hoek van Holland Strand  | nein                          | nein              | Schiedam                    | 1893        | heute       | temporär geschlossen bis 2021             |
| Vlissingen               | ja                            | ja                | Roosendaal                  | 1872        | heute       |                                           |
| Zandvoort                | ja                            |                   | Haarlem                     | 1881        | heute       |                                           |

### Norwegen
| Bahnhof, Ort                  | Empfangs- gebäude in Kopflage | Quer- bahn- steig | Strecken enden aus Richtung                            | Kopfbahnhof | Kopfbahnhof | Bemerkungen |
| Bahnhof, Ort                  | Empfangs- gebäude in Kopflage | Quer- bahn- steig | Strecken enden aus Richtung                            | von         | bis         | Bemerkungen |
| ----------------------------- | ----------------------------- | ----------------- | ------------------------------------------------------ | ----------- | ----------- | --- |
| Bergen                        | ja                            | ja                | Oslo (Bergensbanen)                                    | 1913        | heute       | [ 3 ] |
| Bodø                          | ja                            | ja                | Trondheim (Nordlandsbanen)                             | 1961        | heute       | [ 4 ] |
| Kristiansand                  | nein                          | ja                | Hokksund, Stavanger (Sørlandsbanen)                    | 1895        | heute       | [ 5 ] |
| Oslo Vestbanestasjon (Oslo V) | ja                            | ja                | Drammen (Drammenbanen)                                 | 1872        | 1980        | [ 6 ] |
| Oslo Østbanestasjon (Oslo Ø)  | ja                            | ja                |                                                        | 1854        | 1981        | dann Oslo S |
| Oslo Sentralstasjon (Oslo S)  | ja                            | ja                | (Gardermobanen, Østfoldbanen, Hovedbanen, Gjøvikbanen) | 1981        | heute       | Gleise 1–12 Durchgangsbahnhof haben Anschluss an Oslotunnel, Gleise 13–19 neuer Kopfbahnhof (vor altem Bahnhofgebäude von Oslo Ø) |
| Stavanger S                   | ja                            | ja                | Sørlandsbanen                                          | 1962        | heute       | Stumpf enden nur Gleis 2–4, 1962 Umbau Bahnhof                                                                                    |

### Polen

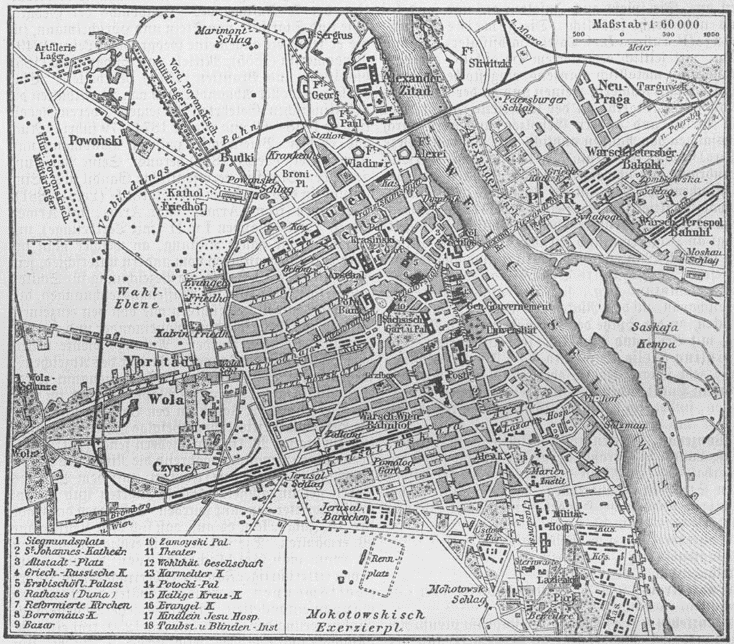
Warschau mit Streckennetz um 1888

| Bahnhof, Ort                 | Empfangs- gebäude in Kopflage | Quer- bahn- steig | Strecken enden aus Richtung              | Kopfbahnhof | Kopfbahnhof | Bemerkungen |
| Bahnhof, Ort                 | Empfangs- gebäude in Kopflage | Quer- bahn- steig | Strecken enden aus Richtung              | von         | bis         | Bemerkungen |
| ---------------------------- | ----------------------------- | ----------------- | ---------------------------------------- | ----------- | ----------- | --- |
| Kraków Lotnisko              | nein                          | nein              | Krakau                                   | 2006        | heute       | |
| Łódź Fabryczna               | ja                            | ja                | Warschau via Koluszki, Łódź Widzew       | 1865        | 2011        | jetzt unterirdischer Durchgangsbahnhof |
| Warszawa Główna              | ja                            | ja                | Kattowitz, Krakau, Frankfurt (Oder)      | 1945        | 1976        | stillgelegt |
| Warszawa Dworzec Kaliski     |                               |                   | Kalisz (Kalisch)                         | 1902        | 1915        | russische Breitspur, stillgelegt |
| Warszawa Dworzec Terespolski |                               |                   | Terespol, Lublin                         | 1866        | 1933        | ursprünglich russische Breitspur (bis ca. 1915), 1919–1933 zum Durchgangsbahnhof Warszawa Wschodnia (Warschau Ost) umgebaut                      |
| Warszawa Dworzec Wiedeński   |                               |                   | Częstochowa, Łódź Fabryczna via Koluszki | 1845        | 1930        | um 1930 stillgelegt bzw. ab 1936 durch den Durchgangsbahnhof Warszawa Dworzec Główny (I) – Warschau Hauptbahnhof (I) ersetzt)                    |
| Warszawa Lotnisko Chopina    |                               | ja                | Warszawa Centralna                       | 2012        | heute       | Kopfbahnhof in Tieflage |
| Warszawa Wileńska            | ja                            | ja                | Małkinia                                 | 1862        | heute       | ehemals Dworzec Petersburski (Warschau, Sankt Petersburger Bahnhof), ursprünglich russische Breitspur (bis ca. 1915), auch Schmalspurkopfbahnhof |
| Zakopane                     | nein                          | ja                | Chabówka                                 |             | heute       | |

### Portugal
| Bahnhof, Ort            | Empfangs- gebäude in Kopflage   | Quer- bahn- steig | Strecken enden aus Richtung | Kopfbahnhof | Kopfbahnhof | Bemerkungen   |
| Bahnhof, Ort            | Empfangs- gebäude in Kopflage   | Quer- bahn- steig | Strecken enden aus Richtung | von         | bis         | Bemerkungen   |
| ----------------------- | ------------------------------- | ----------------- | --------------------------- | ----------- | ----------- | ------------- |
| Barreiro                | ja (alter Bf.) nein (neuer Bf.) | ja                | Pinhal Nova                 |             | heute       | 2008 verlegt. |
| Cascais                 | ja                              | ja                | Lissabon Cais de Sodré      |             | heute       |               |
| Coimbra-A               | ja                              | ja                | Coimbra B                   |             | heute       |               |
| Lagos                   | ja                              | ja                | Tunes                       |             | heute       |               |
| Lissabon Cais do Sodré  | ja                              | ja                | Cascais                     |             | heute       |               |
| Lissabon Rossio         | ja                              | ja                | Sintra                      |             | heute       |               |
| Lissabon Santa Apolónia | ja                              | ja                |                             |             | heute       |               |
| Porto São Bento         | ja                              | ja                | Porto Campanha              |             | heute       |               |
| Sintra                  | nein                            | ja                | Lissabon Rossio             |             | heute       |               |
| Tomar                   | ja                              | ja                | Lamarosa                    |             | heute       |               |

### Rumänien
| Bahnhof, Ort   | Empfangs- gebäude in Kopflage | Quer- bahn- steig | Strecken enden aus Richtung | Kopfbahnhof | Kopfbahnhof | Bemerkungen |
| Bahnhof, Ort   | Empfangs- gebäude in Kopflage | Quer- bahn- steig | Strecken enden aus Richtung | von         | bis         | Bemerkungen |
| -------------- | ----------------------------- | ----------------- | --------------------------- | ----------- | ----------- | ----------- |
| București Nord | ja                            | ja                |                             | 1872        | heute       |             |
| Tulcea         | ja                            | ja                |                             |             | heute       |             |

### Russland
- Die Kopfbahnhöfe in Moskau:
  - Moskau Leningrader Bahnhof
  - Moskau Jaroslawler Bahnhof
  - Moskau Kasaner Bahnhof
  - Moskau Kiewer Bahnhof
  - Moskau Kursker Bahnhof
  - Moskau Pawelezer Bahnhof
  - Moskau Rigaer Bahnhof
  - Moskau Sawjolowoer Bahnhof
  - Moskau Belarussischer Bahnhof

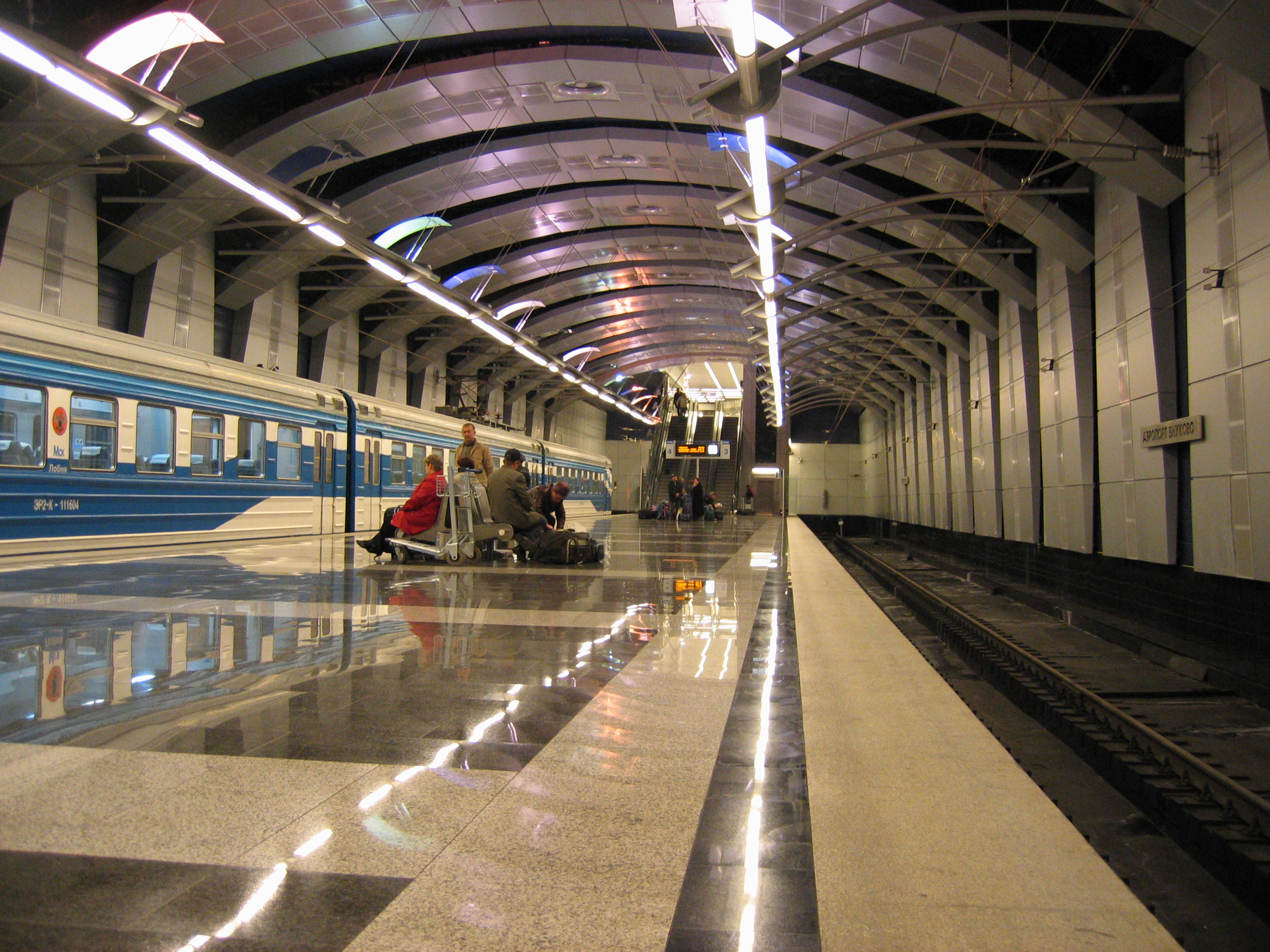
Flughafen-Kopfbahnhof Wnukowo, Moskau

  - Bahnhof Flughafen Moskau-Scheremetjewo
  - Bahnhof Flughafen Moskau-Wnukowo
- Kopfbahnhöfe in der Oblast Moskau:
  - Bahnhof Flughafen Moskau-Domodedowo
  - Balaschicha
  - Konakowo GRES
  - Swenigorod
  - Ussowo
- Die Kopfbahnhöfe in Sankt Petersburg:
  - Baltischer Bahnhof
  - Finnischer Bahnhof
  - Moskauer Bahnhof
  - Witebsker Bahnhof
  - Warschauer Bahnhof (geschlossen)

### Schweden
| Bahnhof, Ort       | Empfangs- gebäude in Kopflage | Quer- bahn- steig | Strecken enden aus Richtung                                  | Kopfbahnhof | Kopfbahnhof | Bemerkungen |
| Bahnhof, Ort       | Empfangs- gebäude in Kopflage | Quer- bahn- steig | Strecken enden aus Richtung                                  | von         | bis         | Bemerkungen |
| ------------------ | ----------------------------- | ----------------- | ------------------------------------------------------------ | ----------- | ----------- | --- |
| Göteborg C         | ja                            | ja                | Malmö/Lund (Västkustbanan), Stockholm Västra stambanan, Oslo | 1858        | heute       | Erweiterung durch Tunnelbahnhof seit 2018 im Bau, Projekt Västlänken, altes Eingangsgebäude in Seitenlage                                                                                         |
| Kalmar C           | nein                          | ja                | Berga (Stångådalsbanan)                                      | 1874        | heute       | |
| Karlskrona C       | nein                          | ja                | Göteborg (Kust till kust-banan)                              |             | heute       | |
| Malmö C            | ja                            | ja                | Stockholm/Katrineholm (Södra stambanan), Göteborg            | 1856        | heute       | Der Bahnhof wurde 2010 durch das Projekt Citytunnel um vier unterirdische Durchgangsgleise zum besseren Anschluss der Verbindungen aus Stockholm und Göteborg an die Öresundverbindung erweitert. |
| Oskarshamn         | ja                            | ja                | Berga (Stångådalsbanan)                                      | 1906        | heute       | Personenverkehr 2019 eingestellt |
| Piteå              | nein                          | ja                | Älvsbyn                                                      | 1915        | heute       | Personenverkehr 1972 eingestellt |
| Södertälje Centrum |                               | ja                | Ystad (Österlenbanan)                                        | 1860        | heute       | |
| Stockholms östra   | nein                          | ja                | Djurholms Ösby (Roslagsbanan)                                | 1932        | heute       | |
| Trelleborg         | ja                            | ja                | Malmö (Pågatåg)                                              | 1897        | heute       | früher Trelleborg Nedre, 1970–2015 ohne Personenverkehr |

### Serbien
| Bahnhof, Ort | Empfangs- gebäude in Kopflage | Quer- bahn- steig | Strecken enden aus Richtung | Kopfbahnhof | Kopfbahnhof | Bemerkungen                                  |
| Bahnhof, Ort | Empfangs- gebäude in Kopflage | Quer- bahn- steig | Strecken enden aus Richtung | von         | bis         | Bemerkungen                                  |
| ------------ | ----------------------------- | ----------------- | --------------------------- | ----------- | ----------- | -------------------------------------------- |
| Beograd      | (ja)                          | ja                | Šid Preševo                 | 1884        | 2018        | Verkehr eingestellt, Umgestaltung zum Museum |

### Slowenien
| Bahnhof, Ort | Empfangs- gebäude in Kopflage | Quer- bahn- steig | Strecken enden aus Richtung | Kopfbahnhof | Kopfbahnhof | Bemerkungen |
| Bahnhof, Ort | Empfangs- gebäude in Kopflage | Quer- bahn- steig | Strecken enden aus Richtung | von         | bis         | Bemerkungen |
| ------------ | ----------------------------- | ----------------- | --------------------------- | ----------- | ----------- | ----------- |
| Koper        | nein                          | ja                |                             | 1967        | heute       |             |

### Spanien
| Bahnhof, Ort                             | Empfangs- gebäude in Kopflage | Quer- bahn- steig | Strecken enden aus Richtung                | Kopfbahnhof             | Kopfbahnhof | Bemerkungen                                  |
| Bahnhof, Ort                             | Empfangs- gebäude in Kopflage | Quer- bahn- steig | Strecken enden aus Richtung                | von                     | bis         | Bemerkungen                                  |
| ---------------------------------------- | ----------------------------- | ----------------- | ------------------------------------------ | ----------------------- | ----------- | -------------------------------------------- |
| Alicante-Término                         | ja                            | ja                | Madrid (SFS und Breitspur) Murcia Valencia | 1858 (als Alicante MZA) | heute       |                                              |
| Alicante-Benalúa                         | ja                            | ja                | Murcia                                     | 1884                    | 1974        | Verkehr nach Alicante-Término verlagert      |
| Almería – Sanz Crespo                    | nein                          | (ja)              |                                            |                         | heute       |                                              |
| Barcelona-França (Französischer Bahnhof) | ja                            | ja                | Madrid, El Prat                            | 1848                    | heute       |                                              |
| Cádiz                                    | ja                            | ja                |                                            | 2002                    | heute       |                                              |
| Cartagena                                | ja                            | ja                | Murcia                                     | 1863                    | heute       |                                              |
| Cartagena Ancho Métrico                  | ja                            | ja                | Los Nietos                                 | 1874                    | heute       | auch Cartagena Plaza Bastarreche             |
| A Coruña                                 | ja                            | ja                | León                                       | 1935                    | heute       |                                              |
| Gijón – Sanz Crespo                      | ja                            |                   | Venta de Baños, Santander                  | 2011                    | heute       |                                              |
| Granada                                  | ja                            |                   | Antequera                                  | 1874                    | heute       | Historisches Gebäude seitlich                |
| Madrid Atocha                            | ja                            | ja                |                                            | 1892                    | heute       |                                              |
| Madrid Principe Pio                      | ja                            | ja                |                                            | 1925                    | heute       | Gebäude zum größeren Teil seitlich           |
| Málaga María Zambrano                    | ja                            | ja                | Córdoba Fuengirola                         | 1862                    | heute       | Seit 1976 Tunnel für Weiterführung Cercanías |
| Palma – Estació Intermodal               |                               | ja                | Manacor                                    | 2007                    | heute       |                                              |
| San Sebastián – Amara-Donostia           | ja                            | (ja)              |                                            |                         | heute       |                                              |
| Santander                                | ja                            | (ja)              |                                            |                         | heute       |                                              |
| Sevilla                                  | ja                            |                   |                                            | 1991                    | heute       |                                              |
| Valencia Norte                           | ja                            | ja                |                                            | 1917                    | heute       |                                              |
| Valencia Pont de Fusta                   | ja                            | ja                | Bétera, Llíria, Rafelbunyol, Valencia Grao | 1888                    | 1995        | Schmalspur, seit 1995 Tramhaltestelle        |
| Vigo-Guixar                              | nein                          | ja                |                                            | 2011                    | heute       |                                              |
| Vigo-Urzáiz                              | nein                          | nein              |                                            | 2015                    | heute       |                                              |

### Tschechien
| Bahnhof, Ort             | Empfangs- gebäude in Kopflage | Quer- bahn- steig | Strecken enden aus Richtung | Kopfbahnhof | Kopfbahnhof | Bemerkungen               |
| Bahnhof, Ort             | Empfangs- gebäude in Kopflage | Quer- bahn- steig | Strecken enden aus Richtung | von         | bis         | Bemerkungen               |
| ------------------------ | ----------------------------- | ----------------- | --------------------------- | ----------- | ----------- | ------------------------- |
| Praha Masarykovo nádraží | ja                            | ja                | Wien, Děčín (Dresden)       | 1845        | heute       | früher Prag Staatsbahnhof |

### Türkei
| Ort, Bahnhof        | Empfangs- gebäude in Kopflage | Quer- bahn- steig | Strecken enden aus Richtung | Kopfba von | hnhof bis | Bemerkungen                                                                    |
| ------------------- | ----------------------------- | ----------------- | --------------------------- | ---------- | --------- | ------------------------------------------------------------------------------ |
| Adapazarı           | ja                            | ja                | Arifiye                     | 1899       | heute     |                                                                                |
| Bandırma            | nein                          | ja                | Izmir                       | 1912       | heute     |                                                                                |
| Istanbul Sirkeci    | (ja)                          | ja                | Edirne                      | 1890       | 2013      | das ältere Gebäude in Seitenlage                                               |
| Istanbul Haydarpaşa | ja                            | ja                | Ankara                      | 1908       | 2013      | Inzwischen gibt es Planungen den Bahnhof wieder an das Streckennetz anzubinden |
| Izmir Alsancak      | ja                            | ja                |                             | 1858       | heute     |                                                                                |
| Izmir Basmane       | ja                            | ja                |                             | 1866       | heute     |                                                                                |
| Mersin              | nein                          | ja                | Adana                       | 1886       | heute     |                                                                                |

### Ukraine
| Bahnhof, Ort         | Schreibweise in der Landessprache | Empfangs- gebäude in Kopflage | Quer- bahn- steig | Strecken enden aus Richtung | Kopfbahnhof | Kopfbahnhof | Bemerkungen                                             |
| Bahnhof, Ort         | Schreibweise in der Landessprache | Empfangs- gebäude in Kopflage | Quer- bahn- steig | Strecken enden aus Richtung | von         | bis         | Bemerkungen                                             |
| -------------------- | --------------------------------- | ----------------------------- | ----------------- | --------------------------- | ----------- | ----------- | ------------------------------------------------------- |
| Boryspil-Aeroport    | Бориспіль-Аеропорт                |                               |                   |                             | 2018        | heute       |                                                         |
| Charkiw-Lewada       | Харків-Левада                     | ja                            | ja                |                             |             | heute       |                                                         |
| Lwiw Primiski Woksal | Львів Приміський вокзал           | (ja)                          | ja                |                             |             | heute       | Vorortbahnhof gegenüber dem Fernbahnhof                 |
| Odessa-Holowna       | Одеса-Головна                     | ja                            | ja                | Krasne, Bachmatsch          | 1880        | heute       | Wiederaufbau nach Zerstörung im Zweiten Weltkrieg, 1952 |

### Ungarn
| Bahnhof, Ort                              | Empfangs- gebäude in Kopflage | Quer- bahn- steig | Strecken enden aus Richtung | Kopfbahnhof | Kopfbahnhof | Bemerkungen                     |
| Bahnhof, Ort                              | Empfangs- gebäude in Kopflage | Quer- bahn- steig | Strecken enden aus Richtung | von         | bis         | Bemerkungen                     |
| ----------------------------------------- | ----------------------------- | ----------------- | --------------------------- | ----------- | ----------- | ------------------------------- |
| Budapest Nyugati pályaudvar (Westbahnhof) | ja                            | ja                |                             | 1846        | heute       |                                 |
| Budapest Keleti pályaudvar (Ostbahnhof)   | ja                            | ja                |                             | 1884        | heute       |                                 |
| Budapest Déli pályaudvar (Südbahnhof)     | ja                            | ja                |                             | 1975        | heute       |                                 |
| Budapest Józsefvárosi pályaudvar          | nein                          | (ja)              |                             | 1867        | 2005        | ehemalig teilweise Güterbahnhof |
| Esztergom                                 | nein                          | ja                | Budapest, Székesfehérvár    | 1891        | heute       |                                 |

## Afrika

### Marokko
| Bahnhof, Ort                | Empfangs- gebäude in Kopflage | Quer- bahn- steig | Strecken enden aus Richtung | Kopfbahnhof | Kopfbahnhof | Bemerkungen |
| Bahnhof, Ort                | Empfangs- gebäude in Kopflage | Quer- bahn- steig | Strecken enden aus Richtung | von         | bis         | Bemerkungen |
| --------------------------- | ----------------------------- | ----------------- | --------------------------- | ----------- | ----------- | ----------- |
| Casablanca Port, Casablanca | ja                            | ja                |                             | 1909        | heute       | Neubau 2014 |
| Marrakesch                  | ja                            | ja                | Casablanca                  | 1923        | heute       | Neubau 2008 |
| Tanger-Ville, Tanger        | ja                            | ja                | Casablanca                  | 2003        | heute       |             |
| Oujda                       | ja                            | ja                | Fès, Ghazaouet              |             | heute       |             |

### Tansania
Bahnhof Dar es Salaam Tazara

## Amerika

### Argentinien
- Bahnhöfe Buenos Aires Retiro, ein Ensemble von 3 voneinander unabhängigen Bahnhöfen, Buenos Aires, eröffnet 1915
- Bahnhof Buenos Aires Federico Lacroze, Buenos Aires, eröffnet 1957
- Bahnhof Buenos Aires Once de Septiembre, Buenos Aires, eröffnet 1902
- Bahnhof Buenos Aires, Buenos Aires, der kleinste der hauptstädtischen Kopfbahnhöfe
- Bahnhof Buenos Aires Plaza Constitución
- Bahnhof Buenos Aires Dr. Sáenz Nueva

### Brasilien
- Central do Brasil (Hauptbahnhof), Rio de Janeiro, eröffnet 1858, unter dem Namen Estação do Campo, später da Corte, dann Dom Pedro II. Das heutige Gebäude ist Anfang der 1930er Jahre gebaut worden. Seit einigen Jahren ist es auch eine U-Bahn-Station.

### Chile
- Estación Alameda, Santiago de Chile
- Estación Mapocho, Santiago de Chile (1913–1987)

### Kanada
- Montreal Gare Centrale
- Vancouver, Pacific Central Station
- Vancouver, Waterfront Station

### Jamaika
- Kingston ist Ausgangspunkt der Bahnstrecke Kingston – Montego Bay.

### Kolumbien
- Bogotá, Estación de la Sabana

### Vereinigte Staaten
| Bahnhof, Ort                                                   | Empfangs- gebäude in Kopflage | Quer- bahn- steig | Strecken enden aus Richtung | Kopfbahnhof | Kopfbahnhof | Bemerkungen |
| Bahnhof, Ort                                                   | Empfangs- gebäude in Kopflage | Quer- bahn- steig | Strecken enden aus Richtung | von         | bis         | Bemerkungen |
| -------------------------------------------------------------- | ----------------------------- | ----------------- | --------------------------- | ----------- | ----------- | ----------- |
| Boston North Station                                           | ja                            | ja                |                             |             |             |             |
| Boston South Station                                           | ja                            | ja                |                             |             |             |             |
| Chicago Dearborn Station                                       | ja                            | ja                |                             |             |             |             |
| Chicago La Salle Street Station                                | ja                            | ja                |                             |             |             |             |
| Chicago Grand Central Station                                  |                               |                   |                             |             |             |             |
| Chicago Ogilvy Transportation Center                           |                               |                   |                             |             |             |             |
| Chicago Randolph Street Station                                |                               |                   |                             |             |             |             |
| Denver Union Station                                           | nein                          |                   |                             |             |             |             |
| Flatbush Avenue Terminal, Brooklyn (für Long Island Rail Road) |                               |                   |                             |             |             |             |
| New York Grand Central Terminal, eingeweiht am                 |                               |                   |                             | 02.02. 1913 |             |             |
| Jersey City Hoboken Station                                    |                               |                   |                             |             |             |             |
| Louisville Union Station                                       | ja                            | ja                |                             |             |             |             |
| Los Angeles Union Station                                      | ja                            |                   |                             |             |             |             |
| St. Louis Union Station                                        | ja                            | ja                |                             |             |             |             |
| Washington Union Station                                       | ja                            | ja                |                             |             |             |             |

## Asien

### Indonesien
| Bahnhof, Ort           | Empfangs- gebäude in Kopflage | Quer- bahn- steig | Strecken enden aus Richtung | Kopfbahnhof | Kopfbahnhof | Bemerkungen |
| Bahnhof, Ort           | Empfangs- gebäude in Kopflage | Quer- bahn- steig | Strecken enden aus Richtung | von         | bis         | Bemerkungen |
| ---------------------- | ----------------------------- | ----------------- | --------------------------- | ----------- | ----------- | ----------- |
| Jakarta, Kota Station, | ja                            | ja                |                             | 1887        | heute       |             |
| Jakarta, Tanjung Priok | ja                            | ja                |                             |             | heute       |             |
| Palembang, Kertapati   |                               | ja                |                             |             | heute       |             |
| Surabaya Kota          | ja                            | ja                |                             |             | heute       |             |

### Iran
| Bahnhof, Ort | Empfangs- gebäude in Kopflage | Quer- bahn- steig | Strecken enden aus Richtung | Kopfbahnhof | Kopfbahnhof | Bemerkungen |
| Bahnhof, Ort | Empfangs- gebäude in Kopflage | Quer- bahn- steig | Strecken enden aus Richtung | von         | bis         | Bemerkungen |
| ------------ | ----------------------------- | ----------------- | --------------------------- | ----------- | ----------- | ----------- |
| Isfahan      | ja                            | ja                | Yazd                        | 1966        | heute       |             |

### Kambodscha
| Bahnhof, Ort                     | Empfangs- gebäude in Kopflage | Quer- bahn- steig | Strecken enden aus Richtung | Kopfbahnhof | Kopfbahnhof | Bemerkungen |
| Bahnhof, Ort                     | Empfangs- gebäude in Kopflage | Quer- bahn- steig | Strecken enden aus Richtung | von         | bis         | Bemerkungen |
| -------------------------------- | ----------------------------- | ----------------- | --------------------------- | ----------- | ----------- | ----------- |
| Phnom Penh Royal Railway Station | ja                            | ja                |                             | 1932        | heute       |             |

### Philippinen
| Bahnhof, Ort                | Empfangs- gebäude in Kopflage | Quer- bahn- steig | Strecken enden aus Richtung | Kopfbahnhof | Kopfbahnhof | Bemerkungen                                           |
| Bahnhof, Ort                | Empfangs- gebäude in Kopflage | Quer- bahn- steig | Strecken enden aus Richtung | von         | bis         | Bemerkungen                                           |
| --------------------------- | ----------------------------- | ----------------- | --------------------------- | ----------- | ----------- | ----------------------------------------------------- |
| New Tutuban Station, Manila | ja                            | ja                |                             | 1996        | heute       |                                                       |
| Old Tutuban Station, Manila | ja                            | ja                |                             | 1891        | 1991        | Ideen den Bahnhof wieder zu reaktivieren (stand 2019) |

### Saudi-Arabien
| Bahnhof, Ort | Empfangs- gebäude in Kopflage | Quer- bahn- steig | Strecken enden aus Richtung | Kopfbahnhof | Kopfbahnhof | Bemerkungen |
| Bahnhof, Ort | Empfangs- gebäude in Kopflage | Quer- bahn- steig | Strecken enden aus Richtung | von         | bis         | Bemerkungen |
| ------------ | ----------------------------- | ----------------- | --------------------------- | ----------- | ----------- | ----------- |
| Riad         | ja                            | ja                | Dammam                      | 1981        | heute       |             |

### Thailand
| Bahnhof, Ort                  | Empfangs- gebäude in Kopflage | Quer- bahn- steig | Strecken enden aus Richtung | Kopfbahnhof | Kopfbahnhof | Bemerkungen                                      |
| Bahnhof, Ort                  | Empfangs- gebäude in Kopflage | Quer- bahn- steig | Strecken enden aus Richtung | von         | bis         | Bemerkungen                                      |
| ----------------------------- | ----------------------------- | ----------------- | --------------------------- | ----------- | ----------- | ------------------------------------------------ |
| Bahnhof Hua Lamphong, Bangkok | ja                            | ja                | Chiang Mai                  | 1916        | 2023        | Empfangsgebäude soll als Museum verwendet werden |

## Australien/Neuseeland

### Neuseeland
| Bahnhof, Ort                         | Empfangs- gebäude in Kopflage | Quer- bahn- steig | Strecken enden aus Richtung | Kopfbahnhof | Kopfbahnhof | Bemerkungen |
| Bahnhof, Ort                         | Empfangs- gebäude in Kopflage | Quer- bahn- steig | Strecken enden aus Richtung | von         | bis         | Bemerkungen |
| ------------------------------------ | ----------------------------- | ----------------- | --------------------------- | ----------- | ----------- | ----------- |
| Bahnhof Wellington, Wellington       |                               |                   |                             |             |             |             |
| Britomart Transport Centre, Auckland |                               | ja                |                             | 2003        | heute       |             |